# Albán Fejedelemség (1913–1925)
Az Albán Fejedelemség (albán Principata e Shqipërisë vagy geg dialektusban Principata e Shqipnis’) az 1912. november 28-án függetlenségét kikiáltó Albánia de jure 1913-tól 1925-ig fennállt alkotmányos monarchiája volt. A több száz éves oszmán uralom alól felszabadult, de az első Balkán-háborúban a szomszédos országok által lerohant fiatal állam sorsa felől az 1912 decemberétől zajló londoni konferencia döntött. 1913 során véglegesítették Albánia államhatárait (londoni és firenzei egyezmények), az 1913. július 29-én ratifikált albán statútummal pedig hivatalosan is létrehozták az Albán Fejedelemséget, amelynek önállóságát és semlegességét a nagyhatalmak garantálták. Az uralkodó kiválasztásáig hátra lévő időben az ugyancsak a nagyhatalmak mandátumával rendelkező Nemzetközi Ellenőrző Bizottság feladata volt a fejedelemség közjogi és belpolitikai helyzetének megszilárdítása, míg a Nemzetközi Csendőrség az ország rendvédelmi testületének megszervezésére kapott megbízást. Az 1912 decembere óta hivatalban lévő Qemali-kormány 1914 januárjában a Nemzetközi Ellenőrző Bizottságnak adta át a végrehajtó hatalmat, februárban pedig az Esat Toptani vezette ellenkormány, a Közép-albániai Köztársaság is feloszlott. A külső fenyegetettség ugyanakkor nem szűnt meg: a szerb csapatok időnkénti betörése mellett Dél-Albánia nagy részét Görögország tartotta megszállás alatt, majd csapataik evakuálásával párhuzamosan, 1914 februárjától az elszakadáspárti Észak-epiruszi Autonóm Köztársaság gerillái vették át a helyüket.
Időközben a nagyhatalmak a német Wilhelm zu Wied herceg – uralkodói nevén Vilmos fejedelem – személyében találták meg az Albán Fejedelemség uralkodóját. Az albán nemzet küldöttsége 1914. február 21-én Neuwiedban ajánlotta fel a koronát Vilmos részére, aki ezzel de jure az Albán Fejedelemség uralkodója lett. Ténylegesen csak 1914. március 7-én érkezett meg az ország új fővárosába, Durrësba, és kezdte meg hat hónapig tartó, dicstelen uralkodását. A történeti elemzések szerint a balkáni politikában járatlan, határozatlan és gyengekezű Vilmos alkalmatlan volt a feladatra. Albánia gazdasági és infrastrukturális elmaradottsága, a pénzügyi források hiánya mellett a belpolitikai fejlemények és a külső támadások egyaránt jelképessé tették hatalmát. Uralkodása során mellőzte a tényleges politikai tapasztalattal rendelkező Nemzetközi Ellenőrző Bizottság tanácsait, ehelyett a népszerűtlen és jobbára tétlen Përmeti-kormány kezébe tette le a végrehajtó hatalmat. 1914. április 10-én ugyan hatályba lépett az Albán Fejedelemség alaptörvénye, de a kaotikus belpolitikai és katonai helyzettel küzdő országban tényleges közjogi érvényt nem lehetett neki szerezni. Miután a Përmeti-kabinet meghatározó alakja, Esat Toptani puccskísérletét leleplezték, őt magát pedig száműzték, 1914. május 21-én hívei körében kitört a közép-albániai felkelés. A fejedelem egyre reménytelenebb katonai helyzetbe került a főváros köré ostromgyűrűt vonó, gyarapodó számú lázadókkal szemben, emellett a görög–északepiróta hadmozgások is egyre hevesebbé váltak Dél-Albániában. 1914 nyarára fontosabb belföldi támogatói a hátországba húzódva cserbenhagyták a fejedelmet (pl. Ahmet Zogolli, Prenk Bibë Doda), a Nemzetközi Csendőrség feloszlott, az államkincstár pedig kiürült. Az Albán Fejedelemség ügye az első világháború kitörésével háttérbe szorult a nemzetközi politika színpadán, és a nagyhatalmak kormányai sem siettek Vilmos segítségére. A fejedelem végül 1914. szeptember 3-án elmenekült az országból, szeptember 6-án pedig a Nemzetközi Ellenőrző Bizottság is feloszlott, ezzel az Albán Fejedelemség de facto megszűnt létezni.
Az első világháborúban Albánia káoszba hullott, és a világháborút követően összeült nemzetgyűlés, a lushnjai kongresszus az 1920. január 30-án elfogadott statútummal helyezte vissza hatályába az Albán Fejedelemség 1914-es alaptörvényét. Noha Vilmos fejedelem formálisan sem addig, sem a későbbiekben nem mondott le az albán trónról, a kongresszus résztvevői úgy döntöttek, hogy visszahívása helyett létrehozzák a Vilmos nevében működő, államfői jogkörökkel rendelkező négytagú Legfelsőbb Tanácsot. A lushnjai statútum még öt évig volt érvényben, amikor a hatalmát építő Ahmet Zogu nyomására az albán nemzetgyűlés 1925. január 21-én kikiáltotta a köztársaságot, ezzel az Albán Fejedelemség de jure is megszűnt létezni.
Bár az Albán Fejedelemség – és különösen történetének 1914-es szakasza, Vilmos fejedelem uralkodása – sok szempontból kudarcokkal terhelt államalapítási kísérletnek tűnhet, a nagyhatalmi akaratból 1913-ban létrehozott monarchia közjogi alapjai, az akkor megállapított államhatárok status quóként hozzájárultak ahhoz, hogy a világháborút lezáró béketárgyalások során Albánia ne váljon a szomszédos országok martalékává, és 1920-ban már meglévő alapokon folytatódhasson az albán állam küzdelmes szervezése és kiépítése.

## Előzmények
Az 1912. október 8-án kitört első Balkán-háborúban részt vevő Balkán-szövetség országai – Szerbia, Montenegró és Görögország – elfoglalták az addig az Oszmán Birodalomhoz tartozó albán lakta területek nagy részét. Pár hónappal korábban az albánok fegyveres felkeléssel vívták ki a birodalmon belüli autonómiájukat (Albánia vilajet), az új helyzetben azonban félő volt, hogy területeik a szomszédos nemzetállamok martalékává válnak. Ezért több évszázados oszmán hódoltság után 1912. november 28-án a vlorai nemzetgyűlésen kikiáltották a független Albániát, és az ideiglenes Qemali-kormány is megkezdte működését.
A háborúban harcoló felek 1912. december 3-án tűzszünetet kötöttek, s a nagyhatalmak által kezdeményezett londoni nagyköveti konferencián december 17-én megkezdődtek a békét előkészítő tárgyalások. A brit külügyminiszter, Edward Grey elnökletével zajló tárgyalássorozaton Franciaország, Németország, az Osztrák–Magyar Monarchia, Olaszország és Oroszország Londonba akkreditált nagykövetei vettek részt. Az albánok autonómiájának garantálása mellett 1913 folyamán megszületett a döntés az albán–montenegrói és albán–szerb államhatárok kérdéséről is (londoni egyezmény), 1913. július 29-én pedig elfogadták Albánia statútumát, amely a függetlennek elismert állam belső szervezeti felépítéséről és szabályozásáról rendelkezett.
Ezzel az aktussal hivatalosan is megszületett a független, örökletes Albán Fejedelemség. A statútum rendelkezései értelmében az ország semlegességét, közigazgatási és gazdasági ügyeit a hat nagyhatalom képviselőiből és egy albán küldöttből álló, héttagú Nemzetközi Ellenőrző Bizottság volt hivatott felügyelni elsősorban az albán trón elfoglalásáig és a közjogi rendszer kialakításáig tartó időszakban. A testület tízéves mandátumot kapott arra, hogy felügyeleti és tanácsadói munkáját az Albán Fejedelemség szolgálatába állítsa.

## Elnevezési kérdések: hercegség, királyság vagy fejedelemség?
Az európai nagyhatalmak által 1913. július 29-én ratifikált francia nyelvű statútum (Statut de l’Albanie) első mondata így szólt: „L’Albanie est constituée en principauté autonome, souveraine et héréditaire […]”, amiből az állam helyi, albán megnevezése Principata e Shqipërisë vagy geg dialektusban Principata e Shqipnis’ lett. Az albánban a principata a 12–15. századi középkori albán fejedelemségekre használt kifejezés volt (principatat shqiptare). Vilmos e történelmi előképek iránti tiszteletből, egyben kései utódlásának legitimálásául – e középkori albán fejedelmek legnagyobbika, Szkander bég után – a Vilmos (II. Szkanderbég) fejedelem vagy albánul Princ Vilhelmi, Skënderbeu i Dytë uralkodói nevet vette fel. Ugyanakkor Vilmos közkeletű albán címe nem a princ, hanem a mbret (határozott alakjában mbreti) volt. A latin imperator gyökre visszavezethető szó főjelentése a szótárak szerint ’király’, ugyanakkor az albán nyelvben a szó használata lefedi az általánosabb ’uralkodó’ fogalmát is. Erre például szolgálhat a II. Bajazid oszmán szultán által a 15. században építtetett berati mecset, amelynek neve az uralkodó iránti hálát és tiszteletet kifejező Xhamia e Mbretit (’a király mecsetje, királyi mecset’) lett. Mindezeket figyelembe véve az uralkodó címzése (herceg, király vagy fejedelem) már a korabeli literátus emberek körében is zavart okozott. Ahogy Edith Durham írta 1914 márciusában: „Értésünkre jutott, hogy az albán mbret cím pontos angol megfelelője a prince (’fejedelem’) – no nem a nyelvészek, hanem a diplomaták szerint –, […] következésképpen fordításaként kerülendő a king (’király’) szó használata.”
A magyar nyelvű történeti munkákban döntően a fejedelem címmel illetik Vilmost, az ország államformájára pedig a fejedelemség szót alkalmazzák. Jóllehet, előfordul a herceg szó használata is, de szinte kizárólag születési címeként, Wied herceg formában. Az Albán Királyság / albán király vagy Albán Hercegség / albán herceg változatokra a felhasznált magyar nyelvű forrásokban nincs utalás.

## Az Albán Fejedelemség helyzete 1913 derekától
A fiatal Albánia gazdasági, társadalmi és kulturális értelemben egyaránt Európa legelmaradottabb országának számított. Gazdaságát alapvetően a feudális birtokrendszer határozta meg, amelyben a konzervatív földesurak, a bégek nagy kiterjedésű földbirtokaikat – különösen Közép-Albániában – jóformán megfizethetetlen ellenértékért adták ki művelésre az albán lakosság 90%-át kitevő nincstelen parasztok tömegeinek. A két társadalmi réteget tátongó szakadék választotta el egymástól, az albán társadalomban nem volt középosztály. A kézművesség és a kereskedelem rendkívül elmaradott, a modern értelemben vett ipari termelés ismeretlen volt. Noha az ország a legtöbb alapvető cikkből behozatalra szorult, külkereskedelmi kapcsolatokkal jóformán mégsem rendelkezett. Az 1913-as év külkereskedelmi mérlege 4,36 millió korona értékű kivitelt és 18,47 millió korona bevitelt mutatott. A fejlődési potenciált erősen hátráltatta, hogy a népesség több mint 95%-a írástudatlan volt, s az ország egészségügyi ellátórendszerrel gyakorlatilag nem rendelkezett.

### Belpolitikai erőviszonyok és regionális tagoltság
Noha névleg a Qemali-kormány irányította a független albán állam életét, valójában az ország el nem foglalt területei is három hatalmi erőcentrum köré szerveződtek. Ezek Shkodra (Észak-Albánia), Durrës (Közép-Albánia) és Vlora (Dél-Albánia) voltak.
Az első Balkán-háború kitörésekor Szerbia és Montenegró csapatai ostrom alá vették Shkodra városát, amelyet a nagyhatalmak által tető alá hozott londoni egyezmény Albániának ítélt. A döntést követően a szerbek elvonultak a város alól, de a montenegrói sereg folytatta az ostromot. 1913. április 5-én a nagyhatalmak hadihajóikkal zár alá vették a montenegrói partokat, bár ezzel a kis ország elhanyagolható tengeri külkereskedelme miatt nem érték el a kellő hatást. A montenegróiak ügye ráadásul nem várt helyről kapott segítséget: az ostromlott városban Esat Toptani még január 30-án megölette a vár védelmét irányító Haszan Riza pasát, majd a parancsnokságot átvéve április 23-án átadta a várat a montenegróiaknak, és csapataival Tirana környéki birtokaira vonult. 1913. május 14-én végül a nagyhatalmak nyomására Montenegró feladta Shkodrát, és a Brit Királyi Haditengerészet irányítása alatt álló nemzetközi katonai kontingens vette át a város irányítását. A közigazgatás feje Cecil Burney altengernagy, 1913. őszi távozása után pedig George Fraser Phillips ezredes, a West Yorkshire gyalogosezred parancsnoka lett. A helyi római katolikusokból és muszlimokból szerveződött tanács 1914. március 19-ei felállásáig osztrák–magyar, brit, francia, német és olasz zászló lobogott a shkodrai Rozafa-vár fölött.

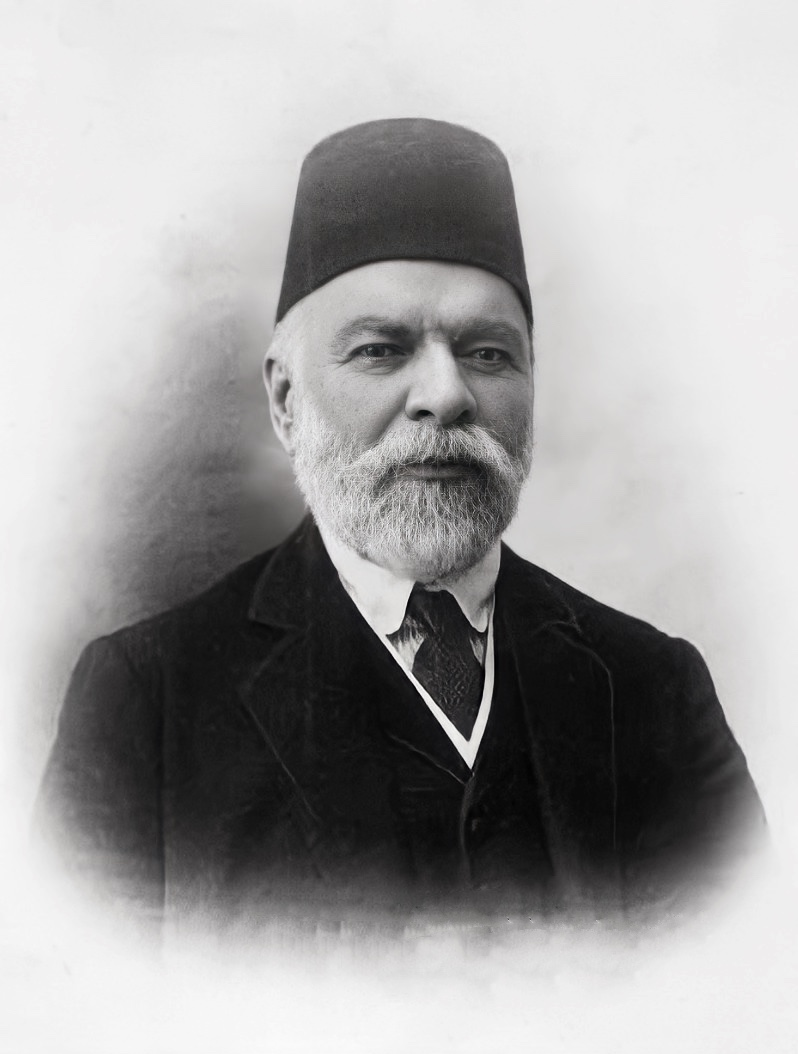
Ismail Qemali

A londoni nagyköveti konferenciáról 1913 júniusában a fővárosba, Vlorába hazatérő miniszterelnök, Ismail Qemali folytatta az ország újjászervezésének és a rend helyreállításának munkáját. Számos akadállyal kellett azonban szembesülniük. Az ország nagy része idegen megszállás alatt állt, az államhatárok kérdését a nagyhatalmak még nem tisztázták megnyugtatóan, a szabad területek albánságát pedig megannyi politikai érdek osztotta több frakcióra. A kormány ellenőrzése alatt álló területeken be tudtak vezetni egyfajta közigazgatást, szétválasztották az államot és az egyházat, kiépítették a büntetőbírósági rendszer alapjait, és szintén nagy jelentőségű lépés volt egy albán főmuftinak a szunnita muszlimok élére történő kinevezése. A Qemali-kormány tevékenységét azonban alapvetően elégedetlenség övezte, különösen a radikális változásokat remélő, nyugatias gondolkodású értelmiségi albánok részéről. További presztízsveszteséggel járt az albán kormányra nézve az Albán Nemzeti Bank megalapítása, amelynek működtetését koncesszióban az olasz Banca Commerciale Italiana és az osztrák Wiener Bankverein kezdte meg. Az ország gazdasági fellendülését remélték egy albán pénz- és hitelintézet megalapításától, de a bank jogosítványai között szerepelt annak a lehetősége, hogy rendkívül kedvező áron albániai ingatlanokat vásároljon fel. A kormány a nyugati pénzintézetek nyomására 1913 szeptemberében kénytelen volt az alapító okiratot ezzel a kitétellel együtt elfogadni, de az értelmiségi körök felzúdultak, mert az egyébként is nincstelen albánság kizsákmányolásának veszélyét látták az ügyletben.

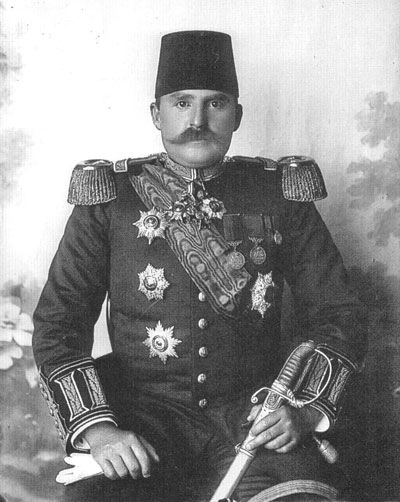
Esat Toptani 1908 körül

A belpolitikai palettát tovább színesítette a Qemali-kormány ellenlábasa, Esat Toptani pasa tevékenysége. A neve korábban a janinai török csendőrség keménykezű parancsnokaként lett ismert, majd akkor vált igazán hírhedtté, amikor 1914 áprilisában Shkodra városát átjátszotta a montenegróiak kezére. Ezt követően Toptani Közép-Albániában szervezte politikai hátországát, a Shkodra védelmében elszenvedett veszteségeiért pedig jóvátételt követelt a Qemali-kormánytól. Kezdeti tervei arra irányultak, hogy szerb és montenegrói támogatással – a Fekete-Drintől keletre fekvő területekért cserébe – Albánia uralkodója legyen, de 1914 májusára nyilvánvaló volt, hogy törekvései kudarcot vallottak. Így az Osztrák–Magyar Monarchia rábeszélésének engedve és Qemali hívásának eleget téve 1913. július elején a vlorai kormány belügyminisztere lett. Nem vett részt sokáig a kabinet munkájában, 1913. augusztus 1-jén kivált a kormányból, és közép-albániai párthívei körében, Durrësban vetette meg a lábát, ahol ellenkormányt szervezett. Követői a Qemali-kormánnyal szembehelyezkedve Toptaniban látták a haza megmentőjét, és nem utolsósorban az iszlám hit bajnokát. Toptani többször felszólította Qemalit, hogy kormányát Durrësban szervezze újra, vagy rendelje az Oszmán Birodalom fennhatósága alá. Miután Qemali nem volt hajlandó teljesíteni követeléseinek egyikét sem, Toptani 1913. október 16-án kikiáltotta a Közép-albániai Köztársaságot, és megalakította az államalakulat törvényhozó testületét, a szenátust. Toptani kommünikéjében a lakosság értésére adta, hogy a Qemali-kormány visszaélései motiválták lépését, és amint a fejedelem elfoglalja a trónját, átadja neki a hatalmat. Fennhatósága a Mat és a Shkumbin folyók közötti területre terjedt ki, jelentősebb központjai Durrës mellett Tirana, Kruja, Kavaja és Shijak voltak.
Ezzel a Qemali-kormány mozgástere a korábbiaknál is jobban beszűkült. Fennhatósága csupán a főváros, Vlora tágabb környezetére terjedt ki, Toptani Közép-Albániát tartotta ellenőrzése alatt, Shkodra városa nemzetközi katonai igazgatás alatt állt, az északi törzsek pedig megtartották függetlenségüket. Emellett az ország külső támadásoknak is ki volt téve.

### Államhatárok és területi integritás
A londoni nagyköveti konferencián képviselt nagyhatalmak 1913. március 22-én megállapodtak az északi és északkeleti államhatár kérdésében. A Hoti, Gruda és Kelmendi törzsek területeit, valamint Plava és Gusinje vidékét Montenegrónak, az egykori Koszovói vilajet – ma Nyugat-Koszovó és Nyugat-Macedónia – csaknem teljes területét pedig Szerbiának ítélték, köztük olyan, albán többségű piacvárosokkal, mint Shkup (ma Szkopje), Dibra (Debar), Prizren, Gjakova és Peja. Még délebbre Ohri (Ohrid) és Manastir (Bitola) városai kerültek szerb kézre. Az ezt szentesítő londoni egyezmény ratifikálására 1913. május 30-án került sor.
1913 augusztusától mind sűrűbben érték atrocitások a Szerbiához csatolt területek albánságát, szeptemberre pedig már mindennaposak voltak a határvillongások is. Szeptember 20-a körül reguláris szerb katonák Dibra és Luma vidékén tíz falut égettek fel, a lakosság egy részét megölték (köztük a Luma törzs két vezetőjét), jószágaikat elhajtották. A Qemali-kormány hadügyminisztere, Isa Boletini hatezer embere élén benyomult a szerb ellenőrzés alatt álló koszovói területekre, és pár napon belül elfoglalta Dibra, Gostivar, Struga és Ohri városokat. Szeptember 25-ére már Kiçevo, Peshkopia és Gjakova, illetve a Montenegróhoz csatolt Tuz és Gucia is a kezén volt. Októberben azonban mobilizálták a szerb hadsereg 60 ezres alakulatát, amely nagy túlerejének köszönhetően visszaszorította Boletini csapatait, és mélyen behatolt albán területre. Az Orosh–Elbasan vonalig előrenyomuló szerbek közel száz albán faluban 12 ezer házat borítottak tűzbe, mintegy nyolcezer albánt gyilkoltak le és további 125 ezret tettek földönfutóvá. Mintegy 80 ezer menekült árasztotta el Tirana és Elbasan vidékét. Október 14-én a német, az osztrák–magyar és az olasz kormány felszólította a szerb hadsereget a londoni egyezmény betartására és Albánia területének elhagyására, amennyiben el akarja kerülni a Monarchia katonai beavatkozását. Október 20-án a szerb kormány elfogadta az ultimátumot, és megkezdték csapataik kiürítését, amit október 25-éig – más források szerint november 7-éig – be is fejeztek.
A londoni nagyköveti konferencián részt vevő nagyhatalmak ugyan nagy vonalakban megállapították a déli albán–görög államhatár vonalát, de 1913. augusztus 11-én felállították az Albánia Határait Kijelölő Nemzetközi Bizottságot, amelynek feladatául szabták, hogy helyszíni bejárással, a lakosság etnikai hovatartozásának figyelembevételével négy hónapon belül véglegesítsék a határt. A bizottság helyszíni munkáját alapvetően megnehezítette, hogy a nagyhatalmi szándék szerint Albániának ítélt Korça, Përmet és Gjirokastra vidéke az első Balkán-háború kitörése, 1912 vége óta görög megszállás alatt állt. E területek görög adminisztrációja mindent elkövetett azért, hogy a bizottság a bejárás során a lakosság görög etnicitásának megannyi jelével találkozzék. 1913 októberének végére nyilvánvalóvá vált, hogy a bizottság ilyen körülmények között nem képes objektívan ellátni a feladatát, így demográfiai adatokra és térképekre hagyatkozva Firenzében folytatták a munkát. Javaslatukat 1913 decemberében véglegesítették, az albán–görög határt rögzítő firenzei egyezményt december 17-én ratifikálták a nagyhatalmak és Albánia képviselői. Ennek alapján Janinát és Çamëria nagy részét Görögországnak ítélték, míg Korça, Përmet, Gjirokastra, Delvina és Saranda vidéke az albán oldalon maradt. A nagyhatalmak a firenzei egyezmény szellemében követelték a görög csapatok kiürítését a dél-albániai területekről. Miután azonban a görög kormány már az egyezményt sem volt hajlandó aláírni, természetesen ennek a követelésnek is ellenszegült, és Dél-Albániában kezdetét vette az észak-epiruszi görög ellenállás szervezése. A nagyhatalmak végül 1914. január 18-áig meghosszabbították a görög csapatok evakuálásának határidejét.

### Nemzetközi szervezetek tevékenysége

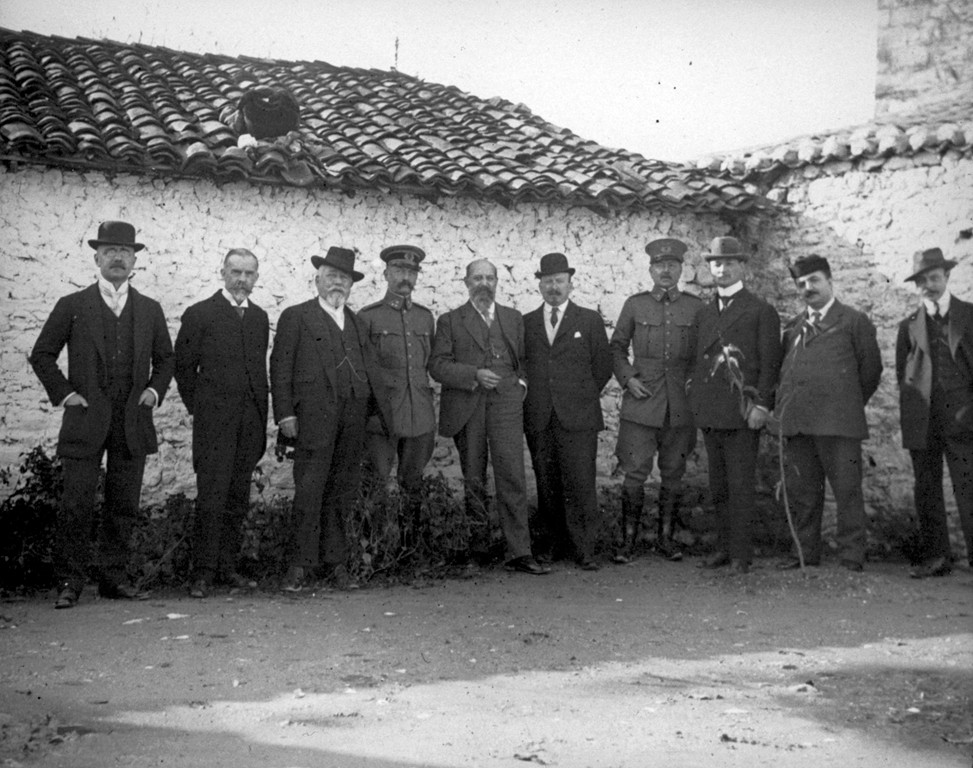
A Nemzetközi Ellenőrző Bizottság (NEB) néhány tagja és a Nemzetközi Csendőrség (NCS) főtisztjei albán notabilitásokkal
Balról jobbra: Kral, Lamb (NEB), Leoni (NEB), de Veer (NCS), ismeretlen, Petrjajev (NEB), Thomson (NCS), Winckel (NEB), Libohova (NEB), Noga

1913 őszén ilyen körülmények között alakult meg ténylegesen is a vlorai székhelyű Nemzetközi Ellenőrző Bizottság, amelynek első ülésére 1913. október 16-án került sor. A nagyhatalmak képviseletében a bizottság tagja a brit Harry Harling Lamb, a francia Léon-Alphonse-Thadée Krajewski, az osztrák–magyar Aristoteles Petrović, az orosz Alekszandr Mihajlovics Petrjajev, a német Julius Winckel és az olasz Alessandro Leoni voltak, az albán küldött pedig a Qemali-kormány külügyminiszteri posztját elhagyó Myfit Libohova lett. A bizottság fő feladata az albán társadalmi és politikai viszonyok feltérképezése, egy alkotmánytervezet, Albánia kormányzati formájának az államszervezet, közigazgatás és gazdaságirányítás valamennyi területére kiterjedő kidolgozása, a rendvédelmi szervek munkájának segítése volt, amivel hat hónapon belül el kellett készülniük. A Nemzetközi Ellenőrző Bizottság tagjai eleinte határozott utasítást kaptak arra nézve, hogy az államigazgatás helyi szerveit, vagyis elsősorban az Ismail Qemali vezette ideiglenes nemzeti kormányt vagy bármely más regionális önkormányzati testület joghatóságát ne ismerjék el, sőt, amennyiben lehetséges, számolják fel. A helyi szervekkel szembeni merev elzárkózás hamarosan azonban enyhült, s 1913. november 28-án – Albánia függetlenségének első évfordulóján – a nagyhatalmakat képviseletében eljáró Nemzetközi Ellenőrző Bizottság elismerte a Qemali-kormányt mint a független Albánia végrehajtó hatalmát.
Az 1913-as statútum kilencedik pontja rendelkezett a Nemzetközi Csendőrség felállításáról, amelynek feladata az Albán Fejedelemség rendvédelmi munkájának megszervezése volt. A semleges és gyarmattartó országként muszlim többségű területeken nagy tapasztalattal rendelkező Hollandia vállalta el a testület megszervezését. Az első holland tisztek 1913 októberében érkeztek az albán fővárosba, Vlorába, a testület főparancsnokai, Willem de Veer és Lodewijk Thomson pedig novemberben követték őket. Három héten át az országban utazgatva ismerkedtek a körülményekkel, majd Vlorába visszatérve belevágtak a szervezőmunkába, a csendőröknek alkalmas albánok verbuválásába és kiképzésébe. 1914 januárjára egy ütőképes, szervezett csendőri erőt állítottak fel, amely 1914 januárjában felszámolta a vlorai Grebena-összeesküvést és leverte Esat Toptani közép-albániai milíciájának Shkumbin-völgyi és elbasani garázdálkodását.
Épp ez utóbbi konfliktusok azonban végletesen aláásták a Qemali-kormány egyébként is megfogyatkozott tekintélyét. Qemali lemondott a kormány vezetéséről, 1914. január 22-én kabinetjét feloszlatta, és a végrehajtó hatalmat átadta a Nemzetközi Ellenőrző Bizottságnak arra az időtartamra, míg a nagyhatalmak által kijelölt fejedelem el nem foglalja az ország trónját. A bizottság elszánt volt a tekintetben, hogy további lépéseket tesz a belpolitikai helyzet megszilárdításáért az uralkodó megérkezéséig hátra lévő időben. Február elején a bizottság két tagja, Lamb és Winckel felkereste Durrësban Esat Toptanit, a Közép-albániai Köztársaság vezetőjét, hogy Qemali példáját követve hagyja el Albánia területét, ő azonban erre nem volt hajlandó. Ellenkormánya és a Közép-albániai Köztársaság feloszlatásának azt szabta feltételéül, hogy ő vezethesse a leendő uralkodónak az albán koronát felajánló delegációt.

## Vilmos fejedelem uralkodása

### A fejedelem kiválasztása

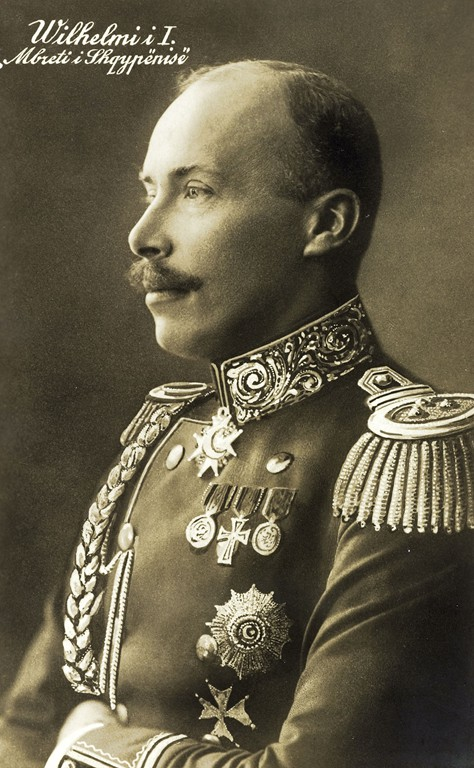
Vilmos fejedelem 1914-ben

Az 1913. júliusi statútum szellemében még a nagyhatalmakra várt az Albán Fejedelemség uralkodójául alkalmas személy kiválasztása. Az Oszmán Birodalom ragaszkodott volna egy oszmán uralkodó kinevezéséhez, albán körökben pedig felmerült Ismail Qemali, Esat Toptani és Prenk Bibë Doda neve is mint lehetséges fejedelemjelölteké. A nagyhatalmak végső soron Ausztria–Magyarországot és Olaszországot bízták meg az Albán Fejedelemség uralkodójának alkalmas személy kiválasztásával. Jelöltekben nem volt hiány, a lehetséges trónjelöltek között felmerült Albert Ghica herceg (Románia), Ferdinand d’Orléans herceg (Franciaország), Wilhelm Karl von Urach herceg, Moritz Georg von Schaumburg-Lippe herceg (mindketten Németországból), Arthur of Connaught herceg (Egyesült Királyság) és Savoyai Lajos Amadé abruzzói herceg (Olaszország) neve. A folyamat a bizottság döntésképtelensége miatt elhúzódott, és végül az eredetileg esélytelennek ítélt Wilhelm zu Wied hercegre – a „román jelöltre” – esett a választás. Lényegében azzal, hogy német uralkodót választottak az albán trónra, a nagyhatalmak a Görögországban, Romániában és Bulgáriában már jó bevált receptet alkalmazták; ezen országok első modern kori uralkodói – I. Ottó, I. Károly és I. Ferdinánd – ugyanis valamennyien német származásúak voltak.
Eredetileg valószínűleg Wied apai nagynénje, Erzsébet román királyné fejéből pattant ki az ötlet – aki egyébként Carmen Sylva álnéven romantikus történeteket is írt –, hogy kedvenc unokaöccsét ajánlja az albán trónra, és ehhez kérte Take Ionescu román miniszterelnök támogatását is. Wied neve jóformán saját hazájában is ismeretlen volt, és a nagyhatalmak kezdetben egyáltalán nem támogatták a jelöltségét. Nem rendelkezett ismeretekkel a Balkánról, emellett elsősorban egyenes és kötelességtudó katona volt, akitől mi sem állt távolabb, mint a diplomáciai és politikai fondorlatok világa. Egy protestáns uralkodó trónra lépése abban az Albániában, ahol protestánsok jóformán nem éltek, eleve kockázatos döntésnek ígérkezett, más szemszögből éppen ez látszott szerencsés választásnak, tudniillik, hogy nem az Albániában bevett felekezetek valamelyikéhez tartozik a fejedelem. II. Vilmos német császár kifejezetten hevesen ellenezte a tervet, miután a Balkán ügyeiben tájékozatlan herceget alkalmatlannak vélte a feladatra, és attól tartott, hogy kudarca magára Németországra is rossz fényt vethet. A kor albánszakértője, Edith Durham viszont éppen célzatosságot sejdített meg az mögött, hogy a nagyhatalmak egy nyilvánvalóan alkalmatlan jelöltet támogattak, elkerülendő, hogy a későbbi geopolitikai játszmáik tárgyává váló Albánia élén álló határozott, erőskezű uralkodó keresztezze terveiket.
Amikor 1913 októberében Wiedet tájékoztatták a jelöltségéről, ő maga sem fogadta nagy lelkesedéssel az ötletet. Gondolkodási időt kért és feltételül szabta, hogy a nagyhatalmi döntést mind Ismail Qemali kormányának, mind Esat Toptani ellenkormányának el kell fogadnia, az albán államhatár kérdését pedig megnyugtatóan rendezni kell. A nagyhatalmak 1913. november 23-án tájékoztatták a Qemali-kormányt arról, hogy megszületett a döntés az uralkodó személyéről, majd december 3-án Wied herceget hivatalosan is felkérték az Albán Fejedelemség trónjának elfoglalására. A továbbra is szabódó Wied herceget végül ambiciózus és erős akaratú felesége győzte meg, nagynénje, Erzsébet királyné pedig túlzóan dicsérő brosúrát adott ki unokaöccséről. Vélhetően férje, I. Károly román király is latba vetette rábeszélőképességét. 1914. február 6-án Wied végül hivatalosan is elfogadta jelölését az albán trónra, amikor már tudott volt, hogy korábban megszabott feltételei teljesültek: a Qemali-kabinet és a Toptani-ellenkormány feloszlott, az 1913. decemberi firenzei egyezmény pedig véglegesítette az albán–görög államhatárt. A nagyhatalmak emellett 3 millió fontsterlinges kölcsönt szavaztak meg az új állam adminisztratív költségeire, amelyből félmilliót Vilmos személyes költségeire az Osztrák–Magyar Monarchia és Olaszország már 1913 novemberében rendelkezésére bocsátott.

### Vilmos fejedelem trónra lépése

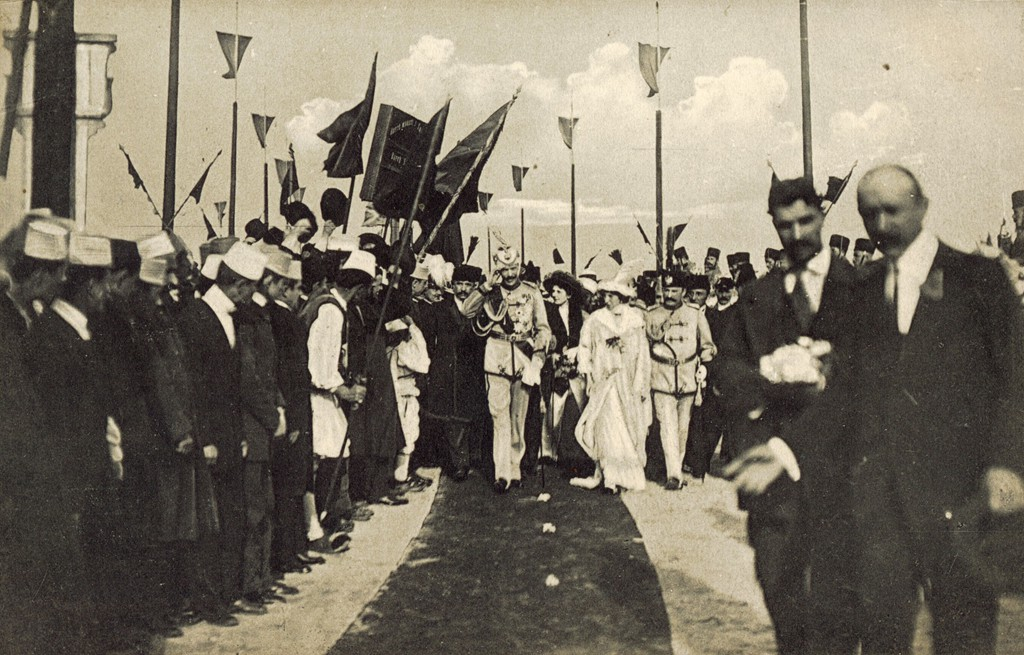
Vilmos fejedelem érkezése Durrësba 1914. március 7-én

Vilmos 1914. február 6-án hivatalosan jelezte a nagyhatalmak felé, hogy elfogadja az albán trónt, majd tisztelgő látogatást tett az európai fővárosokban. Legelőször Rómába utazott el, február 13-án Bécsben Leopold von Berchtold külügyminiszterrel költött el egy ebédet, majd este maga I. Ferenc József fogadta a Schönbrunnban vacsorára. Február 18-án már Londonban volt, ahol előbb V. György és Mária királyné meghívására ebédre volt hivatalos a Buckingham-palotába, majd Edward Grey külügyminiszterrel találkozott. Másnap, február 19-én Párizsban, az Élysée-palotában fogadta Raymond Poincaré köztársasági elnök, valamint megbeszéléseket folytatott Gaston Doumergue miniszterelnökkel.
1914. február 21-én Wied, a leendő Vilmos fejedelem neuwiedi családi kastélyában fogadta a koronát felajánló albán küldöttséget. A tizenhét tagú delegációt Esat Toptani vezette, és tagjai között volt Mihal Turtulli, Hasan Prishtina, Shefqet Vërlaci, Iliaz Vrioni, Eqrem Vlora, valamint Miltiadh Salvari is. Ajándékképpen átnyújtottak Vilmosnak egy díszes ládikát, amelyben egy-egy marék albán földet és homokot, valamint egy üvegcse albán vizet helyeztek el. Ezt követően Toptani albán nyelvű – Eqrem Vlora által tolmácsolt – köszöntőbeszédében kiemelte, hogy az albánság egészét képviselve felajánlják számára a koronát és üdvözlik új uralkodójukat. Vilmos német nyelvű válaszában elfogadta a koronát, ezzel hivatalosan is az Albán Fejedelemség uralkodója lett. Ezt követően az albán fejedelem és fejedelemasszony bankettet adott a küldöttek tiszteletére, másnap pedig a fejedelmi pár az albán delegációval együtt Waldenburgba utazott, hogy tisztelgő látogatást tegyenek Zsófia fejedelemné családjánál.
A ceremóniát követően Vilmos folytatta európai udvariassági látogatásait. Február 25-én Berlinben felkereste a német külügyminisztériumot, valamint fogadta őt a berlini olasz és orosz nagykövet. Február 27-én Szentpétervárott előbb a Téli Palotában fogadta Totleben gróf, a cár egyik hadsegéde, ezt követően II. Miklós cárral költött el egy ebédet Carszkoje Szelóban, majd hivatalában meglátogatta Szergej Dmitrijevics Szazonov külügyminisztert. Este a szentpétervári német nagykövetség adott bankettet Vilmos tiszteletére. Ezt követően Vilmos hazatért, és az időt a fejedelemség címerének, zászlajának és hadserege tiszti uniformisainak megtervezésével töltötte el.
Vilmos végül március 4-én útnak indult, hogy elfoglalja trónját. 1914. március 7-én délután két órakor Trieszt érintésével, az osztrák–magyar Taurus kerekes gőzös fedélzetén – olasz, brit és francia hadihajóktól kísérve – érkezett meg Durrësba. Feleségén, Zsófia fejedelemnén kívül vele érkezett brit magántitkára, Duncan Heaton-Armstrong, német udvari számvevője, von Trotha, a fejedelemné két udvarhölgye (von Oidtmann és von Pfuel kisasszonyok), valamint néhány holland katonatiszt. A parton Esat Toptani pasa fogadta Vilmost, de megjelentek az Alizoti-kormány miniszterei, a Nemzetközi Ellenőrző Bizottság két tagja, a nagyhatalmak konzuljai, a Nemzetközi Csendőrség holland parancsnokai, Durrës és Vlora közigazgatásának vezetői, valamint a keresztény és muszlim közösségek képviselői is. Toptani színpadias eszközökkel saját politikai pozíciójának megszilárdítására használta fel az alkalmat: a hajó fedélzetére még szalonkabátban lépett az uralkodó üdvözlésére, majd amikor immár Vilmos fejedelem oldalán ismét megjelent a parton, már a fejedelem által tervezett, erre az alkalomra készíttetett gyöngyszürke tábornoki egyenruhájában feszített. A későbbiekben nem mulasztotta el megosztani azt az intim információt, hogy a fejedelem saját kezűleg segédkezett neki az átöltözésben. Vilmos életében először albán földre lépett. Miután a velencei bástyáról és a kíséretet adó hadihajókról eldördültek az üdvözlő ágyúlövések és a köszöntőbeszédek is véget értek, a lelkes durrësiak kifogták a lovakat és a palotáig húzták a fejedelmi pár kocsiját. Ott Vilmos kiment az erkélyre, és végignézte, amint a népviseleteikbe öltözött albánság küldöttei elvonultak előtte.
A Nemzetközi Ellenőrző Bizottság már 1914. február 3-án javasolta, hogy a délnyugati Vlora helyett a központibb elhelyezkedésű Durrës legyen az Albán Fejedelemség székvárosa; a javaslatot március 7-én Vilmos fejedelem el is fogadta. A város korábbi török kormányzójának rezidenciája (konak) már január óta átalakítás alatt állt, hogy a fejedelem már egy monarchához méltó palotában rendezkedhessen be. Az általános közhangulat Szkander bég fejedelem utódját, Albánia megmentőjét üdvözölte Vilmos személyében. A hiszékeny nép körében ráadásul elterjedt, hogy a fejedelem érkezésével sosem látott jólét és gazdagság köszönt Albániára. A partra lépő fejedelem magas termete és katonás viselkedése szintén elnyerte az üdvözlésére érkező tömegek tetszését. Koronázásra vagy külsőséges körülmények közötti uralkodói beiktatásra nem került sor, de az új főváros utcáit elfoglaló össznépi vigalom egy hétig tartott. Három nappal később, 1914. március 10-én a fejedelem jelenlétében Fan Noli megtartotta az új főváros első albán nyelvű ortodox istentiszteletét.

### Vilmos fejedelem uralkodásának első hónapjai
Hamarosan azonban a kijózanodás vette át az eufória helyét, Vilmos uralkodása legelején hibát hibára halmozott. Miután a Nemzetközi Ellenőrző Bizottság Vilmos kezébe tette le a végrehajtói hatalmat, a fejedelem hallani sem akart arról, hogy a nemzetközi testület székhelyét Durrësba áthelyezve a munkáját segítse, és nyersen visszarendelte őket a déli Vlorába. Ezt követően a Qemali-kormány január 22-ei feloszlásával alakult ideiglenes Alizoti-kabinet helyett az 1914. március 15-én kinevezett és március 18-án felesküdött Përmeti-kormány vette át a közügyek irányítását. Maga a miniszterelnök és egyben külügyminiszter, Turhan Përmeti éveken át oszmán diplomataként szerzett érdemeket, 1910 és 1913 között szentpétervári követ volt. A kabinet további tagjai a már jól ismert Esat Toptani (belügy és hadügy), Myfit Libohova (igazság- és vallásügy, a Nemzetközi Ellenőrző Bizottság korábbi angol tagja), Aziz Vrioni (mezőgazdaság és kereskedelem), Adamidi Frashëri (pénzügy), Hasan Prishtina (közmunka és postaügy), valamint Mihal Turtulli (oktatás) voltak. A kormány már a kezdetektől rendkívül népszerűtlen volt, különösen Esat Toptani kulcspozíciókba kerülése borzolta fel a kedélyeket. Esat pasa elsősorban azt remélte, hogy nagyszámú közép-albániai párthívével a háta mögött és a kormány befolyásos tagjaként személyes uralkodói ambícióit építheti, ugyanakkor miniszteri posztját és Vilmos fejedelmi tekintélyét addig is politikai ellenfelei félreállítására használhatja fel. Maga Përmeti, noha tapasztalt és tehetséges diplomata volt, Esat Toptani mesterkedéseivel és intrikáival szemben tehetetlennek bizonyult, aki így hamarosan a kormány erős emberévé vált. A fejedelem magántitkárának tanúsága szerint a Përmeti-kabinet tagjai a kormányzati munka helyett leginkább Toptani házában kávét szürcsölgetve múlatták az időt. Ha mindez nem lett volna eléggé kudarcos kezdés, Vilmos újabb ütést mért az albán nemzeti büszkeségre azzal, hogy megalakított egy a közvetlenül a személye mellé rendelt belső tanácsot, amelynek brit magántitkára, Duncan Heaton-Armstrong, az olasz Fortunato Castoldi és az osztrák Carl Buchberger volt a tagja.

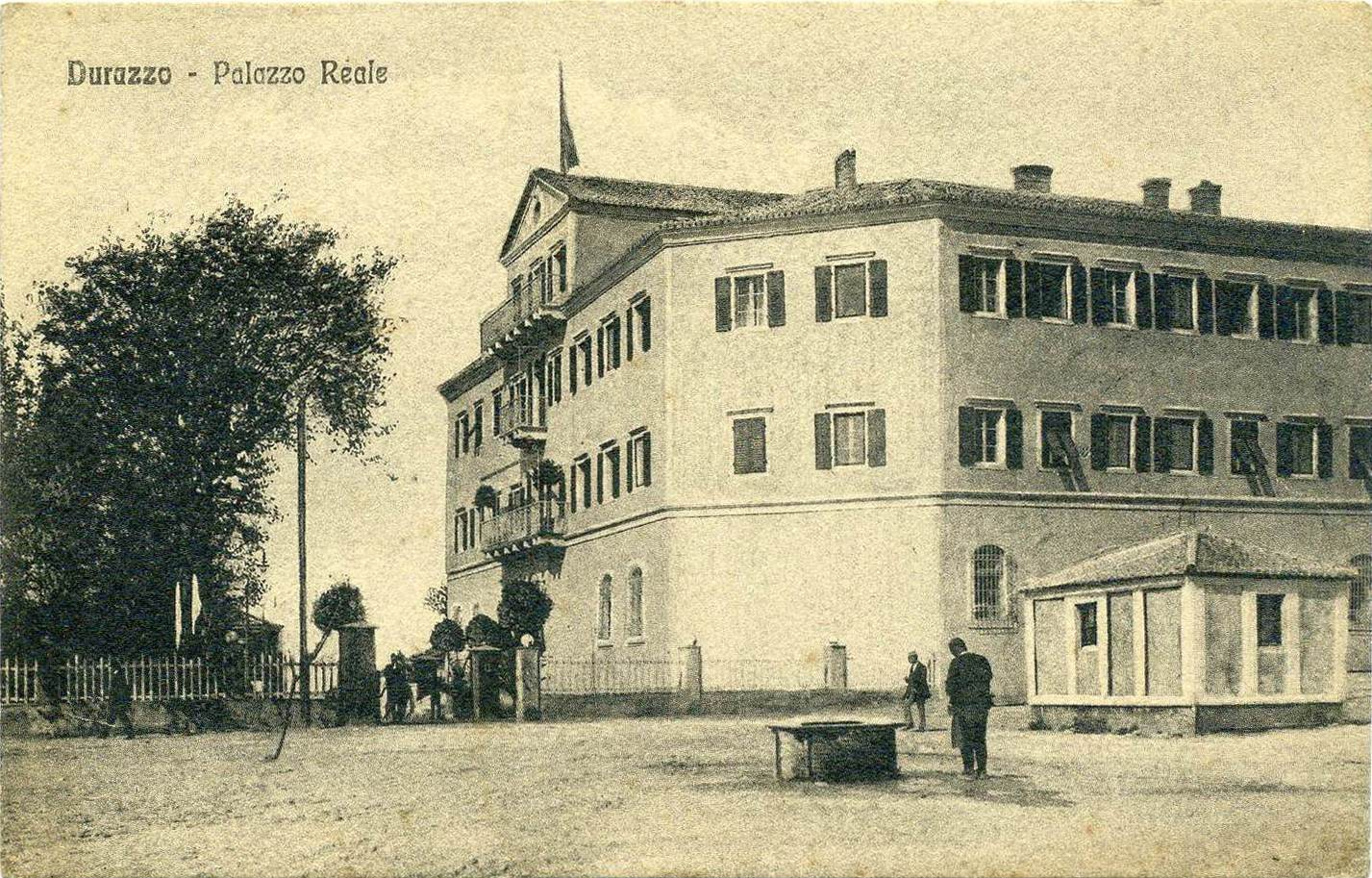
A durrësi fejedelmi palota

A durrësi udvartartás március végéig a fejedelem szárnysegédjével, Eqrem Libohovával, az udvari kamarás Sami Vrionival és a palotatiszt Selim Vasával egészült ki. A tarka nemzetiségű fejedelmi udvar lingua francája alapvetően a francia és a német nyelv volt. A fejedelem napirendje májusig egy békében és prosperitásban élő ország monarchájának életét idézte. Délelőtt kilenckor elfogyasztott reggelije után ebédig államügyekkel foglalkozott, majd pihenést és a délutáni teázást követően sétát tett a palota kertjében vagy fegyveres-kutyás kísérettel a városban. Az este nyolckor elköltött vacsorát követően sakkozott vagy kártyázott, majd nyugovóra tért. Hetente kétszer-háromszor Vilmos és Zsófia lovas csendőri védőkísérettel kilovagoltak.
A Nemzetközi Ellenőrző Bizottság kötelezettségeinek megfelelően időközben előkészítette az Albán Fejedelemség alaptörvényét, amelyet március közepén adtak át a fejedelemnek és a Përmeti-kormánynak véleményezésre. Az alkotmány 1914. április 10-én lépett életbe, ezzel az 1913. július 29-ei nagyhatalmi statútumot hatályon kívül helyezte. A dokumentumot ünnepélyes külsőségek között Vlorában írták alá a Nemzetközi Ellenőrző Bizottság tagjai, illetve az albán kormány képviseletében Mehdi Frashëri. Az alaptörvény nagyhatalmi garanciával deklarálta az ország semlegességét, felállított egy négy miniszterből álló, az uralkodónak felelős végrehajtó tanácsot, és elrendelte a törvényhozó nemzetgyűlés összehívását. A négyévente újraválasztandó nemzetgyűlésbe a hét prefektúra mindegyike három-három küldöttet delegálhatott, tíz képviselőt pedig maga az uralkodó jelölhetett ki. Emellett helyet kaptak a parlamentben a szunnita muszlim, a római katolikus, az ortodox és a bektási felekezetek, továbbá az Albán Nemzeti Bank vezetői.

### A közép-albániai felkelés
Toptani nem fogadta kitörő lelkesedéssel a nemzetgyűlés gondolatát, titkos politikai tervei végrehajtását hátravetette volna bármely efféle, a nemzet politikai egységét kifejező lépés. Ezért elkezdte felfegyverezni párthíveit és a Shijak környékén letelepedett bosnyák menekülteket. Május 17–18-án utasítására Shijakban felfegyvereztek kétszáz embert, színleg azzal a céllal, hogy az északepiróták ellen induljanak harcolni, valójában azzal az utasítással, hogy Durrës ellen vonuljanak. A főváros katonai vezetése és a fejedelem azonban neszét vette a szervezkedésnek, és Vilmos felszólította Toptanit a lemondásra, május 19-én pedig némi tűzharc árán letartóztatták és Olaszországba száműzték a volt belügy- és hadügyminisztert. Másnap, 1914. május 20-án a Përmeti-kormány formálisan feloszlott, majd azonnal újjáalakult, ám a Toptani híveiül számító kormánytagok nélkül. Az albán belpolitika szempontjából nagy megkönnyebbülést jelentett az intrikus Toptani és híveinek eltávolítása, több, az eseményeket addig távolról szemlélő albán hazafi támogatólag a fejedelem kormánya mellé állt. Az ezt követő titkosrendőrségi vizsgálatok és kihallgatások során fény derült arra, hogy Toptani és májusi puccskísérlete mögött valóban az olaszok álltak, akik rajta keresztül kívántak befolyást gyakorolni az albániai belpolitika alakulására.

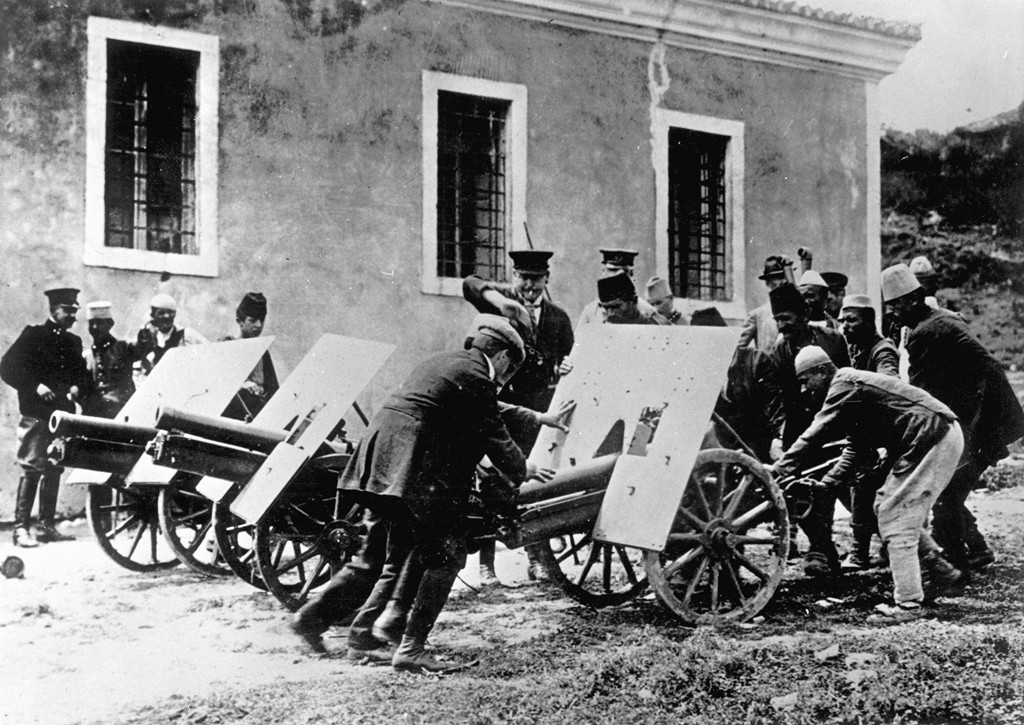
Durrës tüzérségi védelmének előkészületei

Esat Toptani eltávolításával azonban korántsem oldódott meg a belpolitikai helyzet. Május 21-én zavargások törtek ki Kavajában, amelynek során a Toptani letartóztatásán felháborodott városlakók a török lobogót húzták fel az albán zászló helyébe. A rend helyreállítására küldött kormánycsapat tévedésből lelőtt három shijaki földművest, amire válaszul a felháborodott – és még Toptani által felfegyverzett – lakosság megtámadta a különítményt, lefegyverezték a tagjait, majd elfoglalták a Durrës keleti határában fekvő rashbulli magaslatot. 1914. május 23-án a lázadók Haxhi Qamili vezetésével megindultak és egy puskalövés nélkül, rövid időre akadálytalanul bemasíroztak a fővárosba. Bár a kormánycsapatok végül kiverték őket Durrësból, a felkelők az elkövetkező hónapokban ostromgyűrűt vontak a főváros köré, és egyre nagyobb területeket vontak az ellenőrzésük alá. A lázadók követelései alapvetően iszlamista és oszmanista elemeket tartalmaztak (muszlim uralkodó, az oszmán fennhatóság visszaállítása stb.), de megfogalmazott céljaik között társadalmi és gazdasági reformok is szerepeltek, valamint a fejedelemmel és a Përmeti-kormánnyal szembeni általános elégedetlenség is egyre nagyobb hangsúlyt kapott. 1914. június 15-én került sor a szembenálló felek legvéresebb ütközetére Durrës mellett, amelynek során bár megfutamították a felkelőket, de érzékeny veszteségeket szenvedtek a fejedelem csapatai is, a harcmezőn esett el a hadsereg főparancsnokául kinevezett Lodewijk Thomson is. Vilmost a kevéssé ütőképes kormánycsapatok mellett a Nemzetközi Csendőrség alakulatai, Isa Boletini, Prenk Bibë Doda és Ahmet Zogolli harcosai is támogatták, a folyamatosan gyarapodó felkelők 1914 júliusára azonban egyértelmű katonai fölénybe kerültek, elfoglalták Elbasant és Beratot is. A helyzetet tovább súlyosbította, hogy június közepétől a Dél-Albániát elfoglaló északepiróták és a közép-albániai fegyveres felkelők több vidéken együttműködtek, július folyamán pedig Zogolli és Doda is magukra hagyta a fővárost védő csapatokat.

### Szerb és görög csapatmozgások Albániában
Noha a szerb hadsereg a londoni egyezmény szellemében 1913. november 7-éig kivonta csapatait az albán területekről, 1914 tavaszán a határ menti villongások kiújultak. Ezeregyszáz katonája élén Popović tábornok több ízben betört albán területre, s nem kímélték sem az útjukba eső falvakat, sem azok lakóit. A koszovói és macedóniai albánságot hasonló atrocitások érték; a szófiai L’Indépendance Albanaise 1914. március közepi beszámolója szerint ötvenhárom albán falut értek támadások Peja, Gjakova, Prizren, Dibra és Ohrid környékén, 359 lakóházat romboltak le és az 1800-at is meghaladta a polgári áldozatok száma. Az osztrák–Magyar Monarchia felszólította Szerbiát az albán államhatárok tiszteletére, de ez csak tovább szította a szerbek Ausztria-ellenes érzelmeit.
Az albán–görög államhatárt véglegesítő, 1913. december 17-én aláírt firenzei egyezmény szellemében a nagyhatalmak felszólították Görögországot, hogy csapataikat ürítsék ki az Albániának ítélt területekről, Korça, Përmet és Gjirokastra vidékéről. Miután a görög kormány 1913 végéig nem engedelmeskedett a felszólításnak, a nagyhatalmak 1914. január 18-áig meghosszabbították csapataik evakuálásának végdátumát. Időközben a Nemzetközi Ellenőrző Bizottság is interpellált a nagyhatalmak kormányainál, és arra figyelmeztetett, hogy a dél-albániai helyzet alááshatja az ország konszolidálására irányuló erőfeszítéseket. A nagyhatalmak azonban türelmesnek bizonyultak, a január 18-ai határidőt még kétszer módosították, és a görög csapatok evakuálásának végső dátumát 1914. március 1-jében jelölték meg.
Éppen mielőtt az ultimátum által megszabott nap elérkezett volna, 1914. február 28-án az elszakadáspárti görögök felkelést robbantottak ki Dél-Albániában, és Gjirokastra fővárossal kikiáltották az Észak-epiruszi Autonóm Köztársaságot. A fővároson kívül Saranda, Himara, Delvina, Përmet és Korça vidékét magában foglaló, mintegy 6500 km²-es államalakulat elnöke az a Jeórjiosz Hrisztákisz-Zográfosz lett, aki 1909-ben a külügyminiszteri tárcát vezette a görög kormányban. A Venizélosz-kabinet tagadta, hogy Görögország keze is benne lett volna az epiróták elszakadási kísérletében. Az ő olvasatukban a görög hadsereg kötelezettségeinek megfelelően kivonult Albániából, pusztán a terület görög lakossága fejezte ki így Görögországgal szembeni szimpátiáját, sőt, Venizélosz az athéni országgyűlés pártjait felszólította, hogy ne álljanak Zográfosz észak-epiruszi törekvései mellé. Egyes történeti munkák szerzői ennek ellenére úgy gondolják, hogy görögországi politikusok részvétele az epiróta kormányban arra utal, hogy az eseményeket Athénból irányították. Emellett az érintett területeken a görögök kisebbséget alkottak az albánokkal szemben, felkelésük sikeres véghezviteléhez fegyvert és lőszert mindenképpen kapniuk kellett a görög hadseregtől. Jóllehet, nem mindenütt jártak sikerrel: Korça mellett (lásd a keretes írást) a sarandaiak is kikergették az epirótákat a településükről, ezért március 9-én Görögország a tenger felől blokád alá vette a sarandai partszakaszt.
A Dél-Albánia teljhatalmú főbiztosává kinevezett holland Lodewijk Thomson ezredes – a diplomáciai megoldás híveként – március 11-én Korfu szigetén tárgyalásokba kezdett Alékszandrosz Karapánosz északepiróta külügyminiszterrel, aki mellesleg Zográfosz unokaöccse volt. A helyzet megoldásaként felajánlotta, hogy Észak-Epirusz az Albán Fejedelemségen belül autonómiát kapjon, de mérsékelt önrendelkezéssel, ugyanakkor hevesen ellenezte azt a követelést is, hogy az észak-epiruszi területeken a görög az albánnal egyenértékű államnyelv legyen. Az epiróták azonban nem engedtek a követeléseikből, és teljes autonómiát akartak, kijelentették, hogy a Vilmos fejedelem irányította Albániához nem kívánnak tartozni. Thomson dolgavégezetlen távozott, s miután visszatért Durrësba, a katonai megoldást támogató – Olaszországtól és a Monarchiától fegyvereket is vásárló – albán kormány megrótta, miután a maguk részéről a részleges autonómiát is elfogadhatatlannak tartották. Az ezt követő időszakban sajátos események helyszíne volt Dél-Albánia. A reguláris görög hadsereg a nagyhatalmak követelésének engedve fokozatosan kivonta csapatait Albániából, de helyüket az Észak-epiruszi Autonóm Köztársaság irreguláris, görög fegyverrel és hadi felszereléssel harcoló gerillaalakulatai vették át. Gjirokastrából, az epiróták fővárosából 1914. március 27-én kezdték meg a visszavonulást a görög helyőrség katonái, útközben azonban epiróta gerillák „támadták meg” őket, akiknek ellenállás nélkül átadták fegyvereiket, köztük néhány ágyút. A Përmeti-kabinet március 29-én azzal a kéréssel fordult a Nemzetközi Ellenőrző Bizottsághoz, hogy befolyásukat vessék latba a dél-albániai helyzet rendezésére, ugyanis bár a görög katonaság kivonul, helyét felfegyverzett felkelők veszik át.
A görög kormány még két hónappal korábban, 1914. február 21-én azzal fordult a nagyhatalmakhoz, hogy alávetik magukat a nagyhatalmi döntésnek, de a határvonal kisebb kiigazítása mellett garanciákat kértek a dél-albániai görögök vagyoni és személyi biztonságának, jogainak megőrzésére. Április 24-én a Nemzetközi Ellenőrző Bizottság a nagyhatalmak képviseletében végül válaszolt a görög kormány februári memorandumára, és garantálták a szabad vallásgyakorlás és nyelvhasználat elvét az epiruszi területeken, valamint garanciákat ígértek a görög nyelv szabad használatára a hivatali ügyintézés és az igazságszolgáltatás területén is. Egyúttal ajánlást tettek az albán kormány felé, hogy ennek megfelelően szervezze meg görög anyanyelvűek felvételét a dél-albániai közigazgatási szervek és a csendőrség soraiba. Továbbá kérték azt is, hogy a Përmeti-kormány a görögök által felvetett kisebb határmódosításokat fogadja el. A kedvező válasz hatására a görög reguláris csapatok evakuálása felgyorsult, és 1914. május közepéig kiürítették Albánia területét, jóllehet visszavonulásuk során százötven dél-albániai falut feldúltak. Április végén tizenegy muszlim falut gyújtottak fel Kolonja és Frashër vidékén, de a legvéresebb atrocitásra a Tepelena környéki Kodrában került sor 1914. április 29-én, amelyről a helyszínen járt holland Willem de Veer ezredes, a csendőrség parancsnoka adott számot. A görögök 220-230 falubelit – a férfiak mellett öregeket, nőket, gyerekeket – zártak be a helyi ortodox kolostorba. Az összeterelt tömegre ráomlasztották az épület tetejét, majd géppuskákkal és kézi fegyverekkel fejezték be a mészárlást. A holttesteket lefejezték. Albán lapok beszámolói szerint 1914 májusában a görögök felégették Borovát, és tizenhárom, míg Gostivishtban tizennyolc nőt becstelenítettek meg; Luarasban húsz muszlim gyereket öltek meg, négy másikat pedig erőszakkal megkereszteltek; Panarit korábban elüldözött, de a faluba visszatérő háromszáz muszlim lakóját lemészárolták. A régióban utazgató amerikai újságíró, William W. Howard hasonló szörnyűségekről számolt be: az Erseka közelében fekvő Qinamban, miután albán önkéntesek kiűzték onnan a görögöket, az egyik házban többször megbecstelenített nők meztelen holttesteire bukkantak; görög katonák elpusztították Nikolica (Miras) és Hormova (Tepelena) teljes lakosságát. További felbecsülhetetlen eszmei veszteséget jelentett, hogy a dél-albániai területeken mintegy nyolcvan bektási tekkét tettek a földdel egyenlővé. A becslések szerint mintegy 300 ezer albán hagyta el otthonát, a Vlora és Elbasan környékén kialakult menekülttáborokban 100 ezren várták sorsuk jobbra fordulását. A görög kormány általában is elhárította magáról annak felelősségét, hogy ezekhez a véres eseményekhez az országból kivonuló katonáiknak bármi közük lett volna.

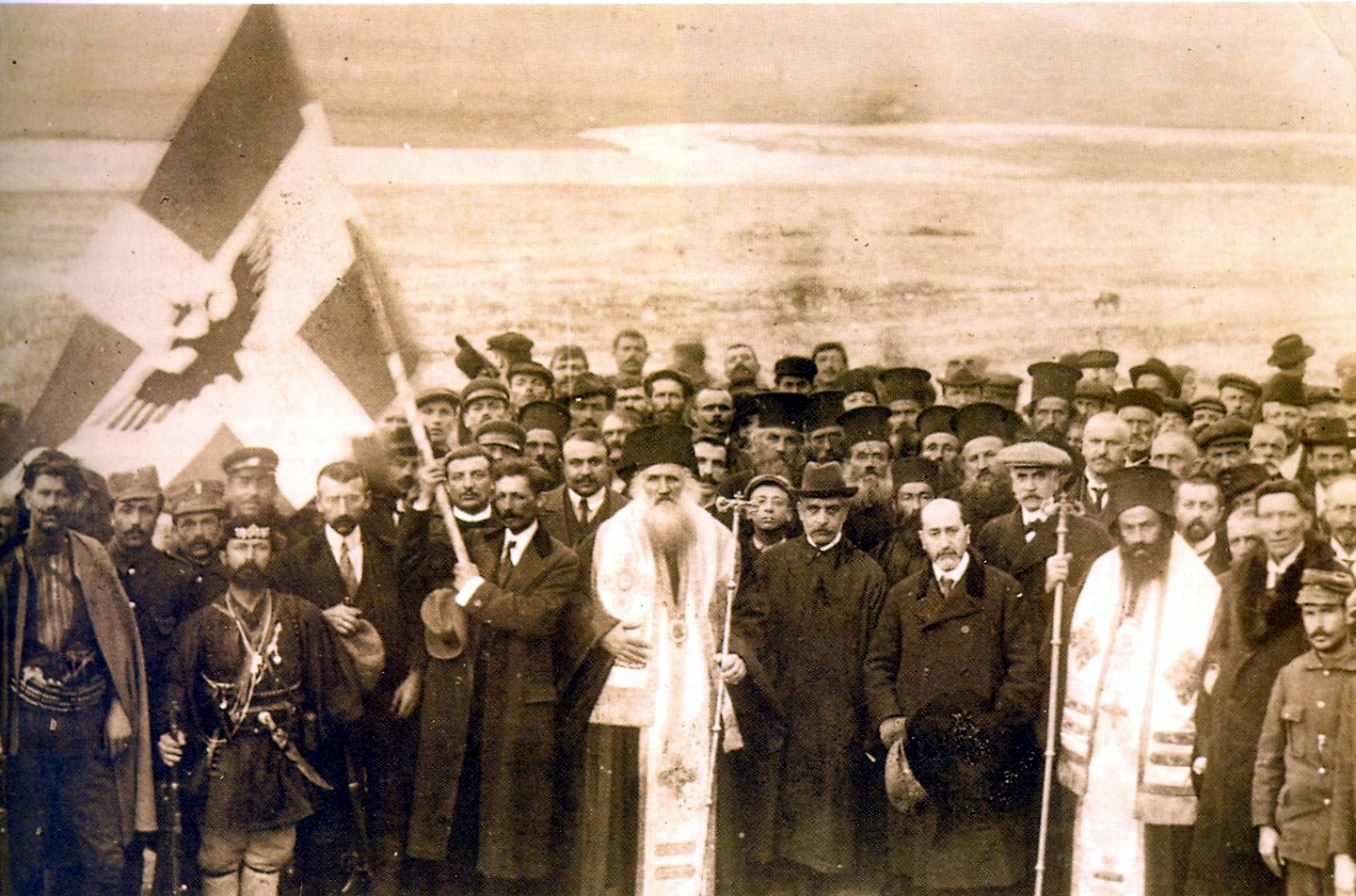
Északepiróta vezetők csoportja Gjirokastrában, 1914 márciusában

Eközben a háttérben az albán kormány az albán–északepiróta egyezmény megszövegezésén dolgozott. Zográfosz, az északepiróták vezetője 1914. május 6–7-én Sarandában tárgyalóasztal mellé ült a Nemzetközi Ellenőrző Bizottság képviselőivel, hogy az egyezményben foglaltakról tovább tárgyaljanak. Előzőleg azonnali tűzszünetet hirdettek, és felfüggesztették az ellenséges csapatmozgásokat Dél-Albánia területén, kivéve Korça vidékét, ahova nem jutott el a tűzszünet híre, és az északepiróták tovább támadták a Morava-hegységben állomásozó albánokat. Május 12-én albán részről szegték meg a tűzszünetet, amikor gerillák egy csoportja ostrom alá vette az északepiróta fővárost, Gjirokastrát. A város felmentésére a görög hadsereg a Papúliasz tábornok vezetése alatt álló gyalogsági és tüzérségi hadosztályt vezényelte Gjirokastrába, jóllehet a görög kormány ezúttal is tagadta, hogy bármi köze lenne az újólagos dél-albániai csapatmozgásokhoz.
E közjátékok ellenére a tárgyalások – immár Korfu szigetén – tovább folytak a háttérben, és 1914. május 17-én az északepiróták és a Nemzetközi Ellenőrző Bizottság képviselői a korfui Bella Venezia hotelban megegyeztek a korfui egyezmény néven ismert dokumentum végleges változatáról. Az egyezmény fő vonalakban visszaállította az 1913-as firenzei egyezménnyel kijelölt államhatárokat, de Korça és Gjirokastra körzetében elismerte az északepiróták önrendelkezési jogait, és hatáskörükbe utalta e két kerület közigazgatási, katonai, rendvédelmi és közoktatási kérdéseit, valamint elismerte a görögök nyelvhasználati jogait a közoktatás és a vallásgyakorlás területén egyaránt. A nagyhatalmak ugyanakkor kikötötték, hogy az autonóm Észak-Epirusz az Albán Fejedelemség része, az északepiróták uralkodójukul ismerik el Vilmost és képviselőket küldenek az albán nemzetgyűlésbe. A nagyhatalmak végül 1914. június 18-án Athénban írták alá a korfui egyezményt. A görög állam képviselői ugyan sem akkor, sem később nem írták alá a dokumentumot, de Sazan szigetét átengedték Albániának. Egy héttel később, 1914. június 25-én az albán Përmeti-kormány is ellenjegyezte a korfui egyezményt, így a nagyhatalmak július 1-jei hivatalos leiratukban arról értesíthették a görög kormányt, hogy az Észak-epiruszi Autonóm Köztársaságot elismerik. Mindez azonban nem volt több írott malasztnál, a háttérben zajló nemzetközi konfliktusok, az első világháború közelgő kitörése, az albán fejedelem és kormánya érdekérvényesítő képességének hiánya eleve kudarcra ítélte a korfui egyezményt, amelyről a Nemzetközi Ellenőrző Bizottság brit tagja, Harry Harling Lamb is elismerte, hogy a körülményeket figyelembe véve teljességgel irracionális és a szemétdombon fogja végezni.
Így is történt: az északepiróták gyakorlatilag akadálytalanul és a reguláris görög hadsereg támogatásával folytatták katonai akcióikat. Július 9-én az északepiróták a közép-albániai felkelőkkel szövetkezve, háromnapos csata után elfoglalták Korçát, a Nemzetközi Csendőrséget kiűzték a városból. Július 13-án kiverték az albán kormánycsapatokat, a bolgár önkénteseket és a holland csendőri alakulatokat Berat városából, emellett Tepelena és Këlcyra is a kezükre került. Az albán határt gerilláknak maszkírozott reguláris alakulatok lépték át, nyomultak előre Dél-Albániában, és folytatták a helyi albán, s főként a muszlim lakosság elleni tavaszi atrocitásaikat. Július 18-áig már Vlora térségéig nyomultak előre, június közepétől ráadásul a közép-albániai felkelés lázadói is több helyen csatlakoztak hozzájuk. A fenyegetett vloraiak a nagyhatalmak beavatkozását sürgették, ezért Olaszország három hadihajót és hat rombolót vezényelt a térségbe. Leon Ghilardi osztrák–magyar tiszt nyolcszáz, a kormányhoz lojális albánból hadosztályt toborzott, és a Vjosa völgyében felvette a harcot a felkelőkkel. Durrësban minden eshetőségre felkészülve kikötött az osztrák–magyar Panther torpedócirkáló és a német Breslau cirkáló (később visszavonták őket). A nagyhatalmi nyomásra 1914. július végén Elefthériosz Venizélosz görög miniszterelnök elismerte, hogy valóban sokan dezertáltak a görög hadseregből azért, hogy Észak-Epirusz ügye mellé álljanak, de az ily módon megnyilvánuló görög nemzeti érzelmekkel szemben kormánya tehetetlen, azokat eltiporni nem kívánja.
Eközben az albánok ellen elkövetett atrocitások szemtanúja, William Willard Howard amerikai újságíró New Yorkban megalapította az Albán Segélyalapot (Albanian Relief Fund), amelynek célja a lakhelyükről elüldözött albánok tömegeinek segélyezése volt. Az ügynek megnyerték Richard R. Crane iparmágnás támogatását is. Működésük alatt az alapítvány által bérelt és Albania névre keresztelt hajón több élelmiszer-szállítmányt (liszt, bab, búzakorpa stb.) juttattak el a balkáni országba.

### Nemzetközi reakciók az albániai válsághelyzetre
A nagyhatalmak az 1913-as statútumban ugyan garanciát vállaltak az Albán Fejedelemség önállóságának és semlegességének garantálására, és a Nemzetközi Ellenőrző Bizottság is nagyhatalmi mandátummal működött közre az ország közigazgatásának szervezésében – jóllehet, Vilmos fejedelem döntéshozatalaiban jobbára mellőzte a testületet –, anyagi és katonai téren mégsem segítették hatékonyan az albán államszervezők erőfeszítéseit. Távolról nézve az Albán Fejedelemség ügyének két legfőbb támogatója az Osztrák–Magyar Monarchia és Olaszország volt, valójában a színfalak mögött egymással rivalizálva igyekeztek a másikat megelőzve befolyást szerezni a kis balkáni országban. A Durrësi-öbölben horgonyoztak hadihajóik, és legénységeik Esat Toptani májusi puccskísérletekor aktiválták is magukat. Olaszországnak jól meghatározott politikai és katonai céljai voltak Albániával, és miután Vilmos fejedelmet az osztrákok bábjának és osztrákbarátnak gondolták, leginkább a fejedelem hatalmának destabilizálásán fáradoztak, többek között Toptani pénzelésével. Emellett a „kulturális expanzió” híveiként országszerte több olasz tannyelvű iskolát működtettek, amelyekben 1914 közepén már csaknem félezer albán gyerek tanult, valamint a bevételre szoruló albán kormányzat közreműködésével halászati, erdőművelési és távíróvonal-üzemeltetési koncessziós jogokat szereztek. Ezzel szemben az osztrák–magyar hatóságok éppen Toptani félreállítását kívánták elérni, továbbá az észak-albániai római katolikus népesség körében igyekeztek befolyást szerezni, leginkább vallási vonalon. Időközben a Vilmost protezsáló osztrákok elveszítették türelmüket. Az első világháború előestéjén Bécsből egyre nagyobb nyomást gyakoroltak a fejedelemre, hogy Albánia a központi hatalmak oldalán lépjen be az európai konfliktusba. Vilmos azonban ragaszkodott országa semlegességéhez, így a Monarchia felfüggesztette az Albán Fejedelemség pénzügyi támogatását, ami hozzájárult a kincstár gyors kiürüléséhez.
E két nagyhatalom mellett számottevő szerepet játszott az Albán Fejedelemség rövid életében Hollandia és Románia. A Nemzetközi Csendőrséget irányító holland tisztek a fejedelemség egyik legütőképesebb fegyveres alakulatát szervezték meg és erőfeszítéseikkel hozzájárultak az elkerülhetetlen összeomlás hátráltatásához. 1914 májusában még 2500 főt tettek ki az északepiróták ellen harcoló csendőri erők, a nyárra azonban az északepirótákkal és a közép-albániai felkelőkkel vívott folyamatos harcok erodálták a testület harci kedvét és motiváltságát. Ehhez hozzájárult az is, hogy a testület főparancsnoka, Willem de Veer tábornok már június 4-ét követően elhagyta Albániát, miután Vilmos fejedelem riválisát és rang szerinti helyettesét, Lodewijk Thomsont tette meg hadseregparancsnokká, maga Thomson pedig június 15-én a felkelőkkel folytatott harc során elesett. 1914. július 27-én de Veer formálisan is lemondott főparancsnoki tisztéről, ezzel a holland irányítású Nemzetközi Csendőrség formálisan megszűnt. A román kormány szintén jelezte, hogy részt venne az ország pacifikálásában, amennyiben a nagyhatalmak erre felhatalmazzák, és először 1914. július 7-én Cristescu kapitány vezetésével több száz, július 17-én pedig további ötszáz román önkéntes hajózott be Durrësba, hogy fegyvereiket Vilmos szolgálatába állítsák. Mellettük osztrák, német és bolgár önkéntesek is harcoltak albán területen a felkelők és az északepiróták ellen, az amerikai aktivista, Harold Sherwood Spencer pedig saját költségén, önkéntesekből toborzott csapata élén védte az albánok és Vilmos fejedelem érdekeit az északepiróták ellen vívott harcokban.
1914. június 29-én a brit Lordok Házában és a parlament alsóházában ugyan megvitatták és elítélték a dél-albániai görög atrocitásokat, és Edward Grey külügyminiszter megerősítette, hogy elkötelezettek az autonóm Albánia ügyében, de a küszöbön álló első világháború miatt katonai lépésre nem szánták el magukat. Július 10-én Vilmos fejedelem egy feljegyzést küldött a nagyhatalmak képviselőihez, amelyben az Albániával kapcsolatos kötelezettségeik ellátására figyelmeztette őket. A válsághelyzet elemeinek ismertetése mellett kiemelte az állandó ember- és pénzhiányt, és amennyiben a nemzetközi világ támogatását a továbbiakban is nélkülözniük kell, ő lemond a trónról. A nagyhatalmak válasz nélkül hagyták feljegyzését. Mindeközben a kormány vezetője, Turhan Përmeti is európai körútra indult, hogy támogatókat nyerjen meg az albánok ügyének – ez időben a kormányfői feladatokat Myfit Libohova látta el –, de július végén ő is dolgavégezetlen tért haza. Albánia ügye a szarajevói merénylet és a nyomában körvonalazódó szövetségesi rendszerek kialakulása mellett, az első világháború árnyékában elsikkadt, és a már Albániában állomásozó, a fejedelmet támogató katonai egységeket is fokozatosan visszahívták. Július 24-én a holland kormány bejelentette, hogy megtette az első lépéseket Albániában állomásozó, a csendőrséget irányító kontingense visszahívására, és augusztus 4-éig a hollandok el is hagyták az országot. Augusztus 2-án az addig az országban harcoló osztrák és német önkéntesek is kihajóztak Durrësból.

### Tétova válságintézkedések 1914 júliusában
Az albánok és Vilmos fejedelem tehát – a szórványos nemzetközi támogatást nem tekintve – magukra maradtak. A fejedelemhez hű vloraiak és az őket szervező Ismail Qemali július 19-én arra kérték az uralkodót és a Nemzetközi Ellenőrző Bizottságot, hogy a helyzetet megoldani képtelen Përmeti-kabinetet menesszék, és az ország végrehajtó hatalmául a Nemzetközi Ellenőrző Bizottságot jelöljék ki. Úgy vélték, hogy a nagyhatalmak képviselőiből álló testület a delegáló kormányokon keresztül eredményesebben képviselheti Albánia területi egységének ügyét, és elejét veheti annak, hogy albánok további százezrei váljanak földönfutóvá. Egyúttal Qemali arról is tájékoztatást adott, hogy a Vilmos fejedelemhez hű vlorai, gjirokastrai, tepelenai és delvinai politikusokból megalakították az ország ügyeit előmozdítani szándékozó közjóléti bizottságot. Másnap, július 20-án a fejedelem összehívta a munkáját segítő tanácsot, és az ülésen számba vették a válságból kivezető lehetőségeket, ütköztették a helyzettel kapcsolatos véleményeket. A vita során az a megoldás kezdett körvonalazódni, hogy a Përmeti-kormányt menesztik, az uralkodó bizonytalan időre elhagyja az országot, és Albániát három kormányzósági területre osztják, a központi a visszahívott Esat Toptani, az északi Prenk Bibë Doda, a déli pedig Ismail Qemali irányítása alatt állna. A terv ellen szólt, hogy Doda jelezte, anyagi támogatás nélkül nem tudja a feladatot elvállalni, mások pedig annak adtak hangot, hogy a kormányzósági rendszer kiépítése helyett éppen időszerű lenne, ha az uralkodó több joghatóságot biztosítana a némileg mellőzött Nemzetközi Ellenőrző Bizottságnak. Isa Boletini ugyanakkor éles hangon kikelt az ellen a terv ellen, hogy az uralkodó akár csak ideiglenesen is elhagyja az országot; mint megjegyezte, az albán hazafiaknak szent kötelességük az alkotmányos uralkodó támogatása. Vilmost fellelkesítették Boletini szavai, így a terveket félresöpörte, az ország elhagyásának gondolatát elvetette, és lényegében bármiféle megoldás vagy érdemi változás nélkül ért véget az ülés.
1914. július 25–26-án Vilmos fejedelem Zsófia fejedelemné társaságában és az udvar néhány tagjával Vlorába hajózott a Misurata jachttal, ahol nagy tömeg fogadta őket. A városban találkozott a görögök által elkövetett atrocitások áldozataival, Dél-Albániából elüldözött bektásik képviselőivel. Visszatérése után, július 27-én végiglátogatta Ausztria–Magyarország, Franciaország, Németország és Olaszország durrësi legátusait, és újólag figyelmeztette a nagyköveteket, hogy az epirótakérdéssel és a felkeléssel súlyosbított belpolitikai helyzet dacára kevés támogatást kap a nagyhatalmaktól, és a helyzet rendezésére azonnali katonai és pénzügyi segítséget kér. A nagyhatalmak képviselői válasz nélkül hagyták kérését, figyelmüket már a küszöbön álló világháború kötötte le, így az Albán Fejedelemség összeomlása elkerülhetetlennek látszott.

### Vilmos fejedelem menekülése és az Albán Fejedelemség összeomlása
1914. augusztus 2-án a Nemzetközi Ellenőrző Bizottság durrësi ülésén a testület tagjai abban egyeztek meg, hogy Vilmos fejedelmet az ország ideiglenes elhagyására buzdítják, ők pedig a Përmeti-kormánnyal karöltve stabilizálják a belpolitikai helyzetet. A durrësi német követ ennél messzebb ment, és egyenesen a trónról való lemondásra szólította fel Vilmost. Vilmos azonban nem hallgatott a bizottság tanácsára, a helyzet azonban a kincstár tartalékainak augusztus 13-ai kiürülésével végképp tarthatatlanná vált. Augusztus 17-én a Nemzetközi Ellenőrző Bizottság brit tagja, Harry Lamb távozott az országból. Augusztus 22-én végül Vilmos fejedelem úgy döntött, hogy legalább a gyermekeit, Károly Viktor herceget és Mária Eleonóra hercegnőt biztonságba helyezi, és magántitkárát, Duncan Heaton-Armstrong kapitányt bízta meg azzal, hogy a gyermekek kíséretében Zsófia németországi otthonába, Waldenburgba utazzék.
Mindeközben arról érkeztek hírek, hogy a szerbek ismét átlépték az albán határt; Hasan Prishtina már szervezte a fegyveres alakulatokat a szerb hadsereg megfékezésére. Augusztus folyamán a kormányellenes felkelők Haxhi Qamili vezetésével bevették Lushnját, majd szeptember 1-jén bevonultak Vlorába is, és kitűzték az oszmán birodalmi zászlót. A helyzet kilátástalanságát érzékelve a Nemzetközi Ellenőrző Bizottság képviselői már augusztus 31-én Shijakba mentek, hogy tárgyaljanak a felkelők vezetőivel, de megérkezésük után azonnal visszarendelték őket Durrësba. Az albán csendőri testületben zendülés tört ki, és a felkelők fegyveres támogatásával fenyegetőztek, amennyiben a fejedelem zsoldjuk kifizetését elmulasztva hagyná el az országot. A rendkívüli helyzetet kihasználva a felkelők egy csoportja megtámadta Durrëst, és lövéseket adott le a fejedelmi palotára. Noha többen csatlakoztak a fejedelem védelmét biztosító testőrséghez, a felkelők végül behatoltak a városba és felhúzták az oszmán lobogót. Az ország más pontjain is megindult a felkelők offenzívája, így például megtámadták Vlora városát is és az éppen Osman Haxhi elnöklete alatt ülésező közjóléti bizottságot. A felkelők szeptember 1-jén levelet intéztek a Nemzetközi Ellenőrző Bizottsághoz azzal a követeléssel, hogy Vilmos azonnal hagyja el az országot, ellenkező esetben megadásig tűz alá veszik a fejedelmi palotát.
Vilmos két nappal később, 1914. szeptember 3-án elfogadta a felkelők követeléseit és a Nemzetközi Ellenőrző Bizottság hasonló szellemű tanácsát, és az olasz Misurata jacht fedélzetén Zsófia, Turhan Përmeti miniszterelnök és a kormány néhány tagja társaságában reggel hét órakor elhagyta Albániát. Elismerte, hogy az áprilisban elfogadott alaptörvénynek nem volt képes érvényt szerezni, hatalmát és a kormányzási funkciókat átadta a Nemzetközi Ellenőrző Bizottságnak, a trónról azonban nem mondott le. Albánia népének még indulása előtt egy kiáltványban üzent, amelyben külföldre távozását ideiglenesnek nevezte és „kedvező körülmények” esetére kilátásba helyezte visszatérését, valamint jóindulatáról biztosította az albánokat. Formálisan Vilmos soha nem is mondott le az albán koronáról, de az országba soha többé nem tért vissza. Vilmos távozása után a Nemzetközi Ellenőrző Bizottság vette át újra az államügyek irányítását, de az első világháború kirobbanásával a hat európai nagyhatalom küldötteiből álló testület is működésképtelenné vált, így 1914. szeptember 6-án feloszlatta önmagát. Az Albán Fejedelemség összeomlott, de facto megszűnt létezni.
Az oszmán restaurációért küzdő közép-albániai lázadók 1914. szeptember 6-án – három nappal azután, hogy Vilmos fejedelem elmenekült az országból, és aznap, hogy a Nemzetközi Ellenőrző Bizottság is feloszlott – bevonultak Durrësba, de győzelmük rövid életűnek bizonyult. Esat Toptani visszatért az országba, és október 5-én megalakította kormányát. Albánia azonban 1914 végére hat részre szakadt: Shkodrát a helyi, muszlimokból és keresztényekből álló tanács kormányozta; az északi törzsek és nemzetségek – a malësorok, a mirditai Prenk Bibë Doda és a Mat-vidéki Ahmet Zogolli – megőrizték függetlenségüket és önkormányzatukat; Durrës és szűk körzete Esat Toptani és kormánya befolyása alatt állt; a közép-albániai vidékek urai a Toptani ellen szerveződött Krujai Liga lázadói voltak; Vlora olasz, Dél-Albánia többi vidéke pedig görög megszállás alatt állt. A káoszba hullott országról állapította meg Szazonov orosz külügyminiszter: „Albánia meghalt, még mielőtt megszülethetett volna.”

### Vilmos fejedelem uralkodásának értékelése
Ha csak Vilmos uralkodásának kézzelfogható eredményeit tekintjük, bizonyosan megállapítható, hogy képtelen volt hatalmát Durrëson és Vlorán túl a belső országrészekre is kiterjeszteni és konszolidálni. Kormánya hathatós politikai támogatás és pénzügyi segítség nélkül folyamatos ostromállapotban volt, a társadalmi elmaradottság és a különféle politikai érdekek mentén széttöredezett albánság állami létében számottevő gazdasági és infrastrukturális kihívással kényszerült szembenézni. A függetlenség 1912. novemberi kikiáltása után az államépítés munkáját megkezdő Qemali-kormány bár hasonló bel- és külpolitikai nehézségekkel szembesült, mégis az albánság akaratát képviselő és támogatását maga mögött tudó vlorai nemzetgyűlés után kezdhette meg a munkát. A nagyhatalmak által megszövegezett albán statútum – és az annak nyomán a trónra jelölt európai uralkodó – azonban egy kívülről az országra erőltetett, és nem az albánság akaratából megszületett döntés eredménye volt. A kor neves alkotmányjogásza, Robert Redslob véleménye szerint Albánia statútuma, majd 1914 áprilisában életbe lépett alkotmánya, ahogy maga Vilmos fejedelem is, pusztán papíron léteztek.
A történeti értékelések általában is egyetértenek abban, hogy Vilmos tapasztalatlansága és személyes jellemvonásai eleve alkalmatlanná tették őt a sikeres uralkodásra. Jó szándéka ellenére az anarchikus bel- és külpolitikai helyzet megoldására nem volt képes, és a nagyhatalmi alkuk eredményeképpen létrejött uralkodása dicstelenül zárult. Még magántitkára, a brit Duncan Heaton-Armstrong kapitány is azt emelte ki visszaemlékezéseiben, hogy bár Vilmos széles látókörű és nagylelkű ember volt, de túlságosan erélytelen és határozatlan, ami az albánok kezdeti tiszteletét és bizalmát gyorsan erodálta: óvatosságát félelemnek, szívélyességét gyengeségnek tartották. Mindezt tetézte azzal, hogy a legközelebbi támogatóival sem találta meg a hangot. Népszerűségének az sem használt, hogy durrësi palotájának falai közé zárkózott, és nem igyekezett személyes jelenlétével megismerni és megnyerni magának az albán népet. Uralkodása alatt Vilmos mindössze három ízben hagyta el a fővárost: egy rövid kavajai kirándulást követően 1914. április 23-án Turhan Përmeti és Esat Toptani társaságában Tiranába látogatott el, július 25–26-án pedig Zsófia fejedelemné társaságában és az udvar néhány tagjával Vlorába hajózott. E három alkalmon kívül még a durrësi fejedelmi palotát is csak erős fegyveres kísérettel hagyta el. Vilmos a nyilvánosság erejét is alábecsülte, és uralkodása alatt elzárkózott attól, hogy a hozzá érkező újságíróknak interjút adjon; a sajtó képviselői hamar ellene fordultak, még szülőhazájában, Németországban is. Mindez alapvetően megkönnyítette az ellene szervezkedő, tapasztaltabb és ambiciózusabb riválisai, különösen Esat Toptani dolgát.
Néhány elemzés abban is egyetért, hogy egy jóval rátermettebb, a balkáni politikában tapasztaltabb, a kül- és belföldi intrikákat kezelni képes államférfi képes lett volna felülkerekedni a válsághelyzeten. Ahogy a brit Albánia-szakértő, Edith Durham megfogalmazta: „Hibáztathatjuk persze Wiedet a hozzá nem értéséért, de csak egy kivételesen erős jellemű, az országról közvetlen ismeretekkel rendelkező ember lett volna képes ellenszegülni az ellene szövetkező erőknek.” Jóllehet ugyanő egy magánlevelében már így jellemezte a fejedelmet: „Mihaszna fickó, erélytelen fajankó. Erőnek, diplomáciai érzéknek és modornak egyaránt híján van, és teljességgel tájékozatlan az ország dolgai felől. A fejedelemasszony minden gondolata a jótékonykodás körül forog, virágcsokrokat és kitüntetéseket osztogat a sebesülteknek, és helyi motívumokkal borított tarka ingeket hímez.”
Csaplár-Degovits Krisztián a fejedelemé mellett a Nemzetközi Ellenőrző Bizottság felelősségét is felveti az Albán Fejedelemség 1914-es összeomlásában. Úgy véli, a nagyhatalmak által delegált tagokból álló szervezet ahelyett, hogy erős kézzel konszolidálta volna az albán államiságot, jobbára csupán az események tanúja volt és mindenben az egyébként is gyengekezű, a Nemzetközi Ellenőrző Bizottságot egyébként is mellőző fejedelem akaratának rendelte alá magát. Ugyanakkor úgy véli, hogy az államalapítási kísérlet kudarcos befejezése ellenére az 1912 és 1914 közötti időszak hozzájárult ahhoz, hogy az albánság esélyt kapjon a nemzetállami létre, legyen az mégoly gyenge és törékeny is. Egyfelől a későbbiekben az albán nemzeti identitás fontos alapkövévé váltak ezek az évek, másfelől az ország – geopolitikai szempontból bizonyos mértékig, nemzetközi jogi aspektusból pedig határozottan – saját jogán került megkerülhetetlen tényezőként Európa térképére. Léte a nagyhatalmi politikában ellensúlyt képezett az északi szláv szomszédsággal szemben, megakadályozta a montenegróiak és a szerbek expanziós törekvéseit. Végül, de nem utolsósorban az elkövetkező világháborút lezáró béketárgyalások során az 1913-as Albánia – államhatárai, területi integritása és államjogi státusa – a visszaállítandó status quo szerepét töltötte be.

## Az Albán Fejedelemség 1915-től 1925-ig
A Toptani-ellenes lázadók, a későbbi Krujai Liga soraiból 1914 végén már hallatszottak olyan hangok, amelyek a fejedelem visszatérését követelték. 1915. februári elbasani ülésükön ismét felmerült a gondolat, hogy amennyiben nem lehet az Oszmán-ház valamely tagja az albán uralkodó, abban az esetben visszahívják Vilmos fejedelmet a trónra. Maguk a felkelés vezetői, Haxhi Qamili és Musa Qazimi – akik az előző évi közép-albániai felkelés során Vilmos ellen harcoltak – hevesen ellenezték a tervet, ahogy az Osztrák–Magyar Monarchia kormánya is. Vilmos – Kruja grófja (Graf von Kruja) néven – ekkor már a német hadsereg állományában, a keleti fronton szolgált. 1915. október 14-én áthelyezték a bolgár I. Ferdinánd hadseregének állományába, ami táptalajt szolgáltatott azoknak a spekulációknak, hogy Vilmos a trónja visszafoglalására készül. Ezt látszott alátámasztani – és Vilmos illúzióit oktalanul táplálni – a német kormány 1915. november 28-ai közleménye is, amely szerint a központi hatalmak elszántak az Albán Fejedelemség restaurálására, és készek visszahelyezni Vilmos fejedelmet a trónjára. Maga Vilmos is kijelentette az 1915-ös év folyamán, hogy kész újra elfoglalni a trónját, amennyiben ez az albánság egyöntetű akarata.
Miután 1916 elején után az Osztrák–Magyar Monarchia bevonult Észak-Albániába, Bulgária pedig az ország középső részeire, Esat Toptani kormánya egyre inkább a főváros, Durrës határain belülre szorult. A hatalmi vákuumot kihasználva Ahmet Zogolli szervezőmunkába fogott abból a célból, hogy Vilmos fejedelmet visszahívják a trónra. 1916. február 18-án Elbasan városában össze is ült a nemzetgyűlés. Ennek során Aqif Elbasani vezetésével megalakítottak egy ideiglenes ellenkormányt, amelynek feladata a közügyek irányítása lett volna Vilmos visszatértéig. A küldöttek szükségesnek látták továbbá, hogy egy összalbán kongresszuson döntsenek az albán állam jövőjéről, amelynek időpontját 1916. március 18–20-ában jelölték meg, és az előkészítő munkát a Zogolli vezette szervezőbizottságra bízták. Zogolli időközben fegyveresei élén Durrësba menetelt, és Vilmos nevében kitűzte a lobogót a fejedelmi palotára, március 7-én pedig Elbasanban és Tiranában is megünnepelték Vilmos trónra lépésnek második évfordulóját. Amikor azonban a szervezők a megszálló osztrák–magyar hadsereg által szervezett közigazgatás polgári vezetője, August Kral beleegyezését kérték a terveikhez, csalódniuk kellett. A Monarchia az albán államiság visszaállítására irányuló törekvéseket csírájukban elfojtotta. Alakulataik még a kongresszus kitűzött időpontja előtt bevonultak Elbasanba, a gyűlést betiltották, később feloszlatták az Elbasani-kormányt, a szervezkedők egy részét pedig külföldre deportálták.
Az első világháborút lezáró Párizs környéki béketárgyalások küldötteinek intézett levelében Vilmos jelezte, hogy mint a törvényes albán kormányzat feje, kész újra elfoglalni trónját, de a tárgyaló felek figyelmen kívül hagyták levelét. Az albánok egyfajta nemzetgyűléseként értelmezhető lushnjai kongresszus 1920. január 30-án visszahelyezte hatályába az Albán Fejedelemség 1914-es alkotmányát, így Albánia továbbra is alkotmányos monarchia maradt. Bár Vilmos fejedelem formálisan nem mondott le, így szóba került visszahívása is, a kongresszus résztvevői hosszas vita után végül úgy döntöttek, hogy az ország közjogi helyzetének stabilizálása érdekében az albánság egységét veszélyeztetné a befolyásolható és erélytelen Vilmos visszatérése. Emellett az is komoly aggodalomként merült fel, hogy az első világháborúban a német hadsereg kötelékében harcolt Vilmos melletti döntés kompromittálná az új albán döntéshozókat az antanthatalmak szemében. Ezért az 1914-es alkotmányt kiegészítő, lushnjai statútum néven ismert dokumentumban megalakították a fejedelem távollétében az államfői feladatokat ellátó, négy főből álló, régenstanácsként működő Legfelsőbb Tanácsot. A tanács első tagjai a négy fő albániai vallási irányzat képviseletében Aqif Elbasani (bektási), Abdi Toptani (szunnita muszlim), Luigj Bumçi (katolikus) és Mihal Turtulli (ortodox) voltak. Az ország közjogi helyzetét rendező lushnjai kongresszus azzal a meghagyással oszlott fel, hogy az ország államformáját majd egy későbbi alkotmányozó nemzetgyűlés rendezi megnyugtatóan. Az 1922. december 2-ai nemzetgyűlési beszédében a miniszterelnökké választott Ahmet Zogolli, pontosabban immár nyugatosított nevén Ahmet Zogu ígéretet tett a lushnjai statútumok kiegészítésére, és december 8-án egy 128 paragrafusos alkotmánytervezetet terjesztett a parlament elé. Ez lényegében az 1914-es alaptörvény alapján megerősítette, hogy Albánia államformája az örökletes monarchia, egyúttal helyén hagyta az 1920-as lushnjai statútum alapján felállított Legfelsőbb Tanácsot. Egyszóval ezúttal sem született döntés Vilmos visszatéréséről, jóllehet, Zogu ellenzékében is sokan számítottak a fejedelem hívének, így például Luigj Gurakuqi vagy Sami Vrioni.
Az 1924-es júniusi forradalmat bevezető politikai válság idején, áprilisban Vilmos ismét jelezte, hogy kész visszatérni az Albán Fejedelemség trónjára. A forradalom leverését követően a hatalomba visszatért Ahmet Zogu összehívta az alkotmányozó nemzetgyűlést, amely 1925. január 21-én kikiáltotta az Albán Köztársaságot. Ezzel az Albán Fejedelemség de jure is megszűnt létezni, a régenstanácsot feloszlatták. A nemzetgyűlés január 31-én február 1-jei hatállyal Zogut választotta meg köztársasági elnöknek. 1925. március 2-án életbe lépett a köztársasági alkotmány, Albánia harmadik organikus alaptörvénye, amely hatályon kívül helyezte az Albán Fejedelemség 1914-es alkotmányát. Amikor három esztendővel később Zogu immár arra készült, hogy az albánok királyává kiáltassa ki magát, 1928. augusztus 24-én Vilmos sajtóközleményt tett közzé, amelyben bejelentette, hogy továbbra is jogot formál Albánia trónjára, miután arról soha nem mondott le, és az albánok többsége is üdvözölné visszatértét. Az alkotmányozó nemzetgyűlés 1928. szeptember 1-jén Tiranában megszavazta az 1925-ös alkotmány első paragrafusának megváltoztatását azzal, hogy Albánia államformája monarchia, uralkodója pedig – I. Zogu III. Szkanderbég néven – Ahmet Zogu legyen. Vilmos azonban nem veszítette el a hitét. Évekkel később, 1931-ben a Pesti Naplónak azt nyilatkozta, hogy albániai hívei és nemzetközi lobbistái továbbra is dolgoznak visszatérése előkészítésén. Vilmos fejedelem azonban soha többet nem lépett albán földre. Családjával 1925-ben felesége romániai, hidegkúti birtokára költöztek. 1945. április 18-án hunyt el Predeálban, földi maradványait a bukaresti evangélikus templomban helyezték örök nyugalomra. Fia, az akkor 31 éves Károly Viktor herceg – akit az albánok 1914-ben mindközönségesen „a kis Szkander bégnek” címeztek –, bár névleg ő lett a fejedelmi Wied-ház feje, soha nem tartott igényt a trónra.